# Liste griechischer Phrasen/Kappa

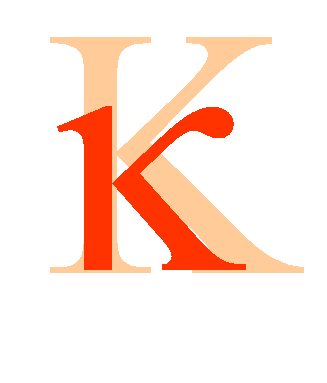
Kappa

## Καὶ εἶδον οὐρανὸν καινὸν καὶ γῆν καινήν.

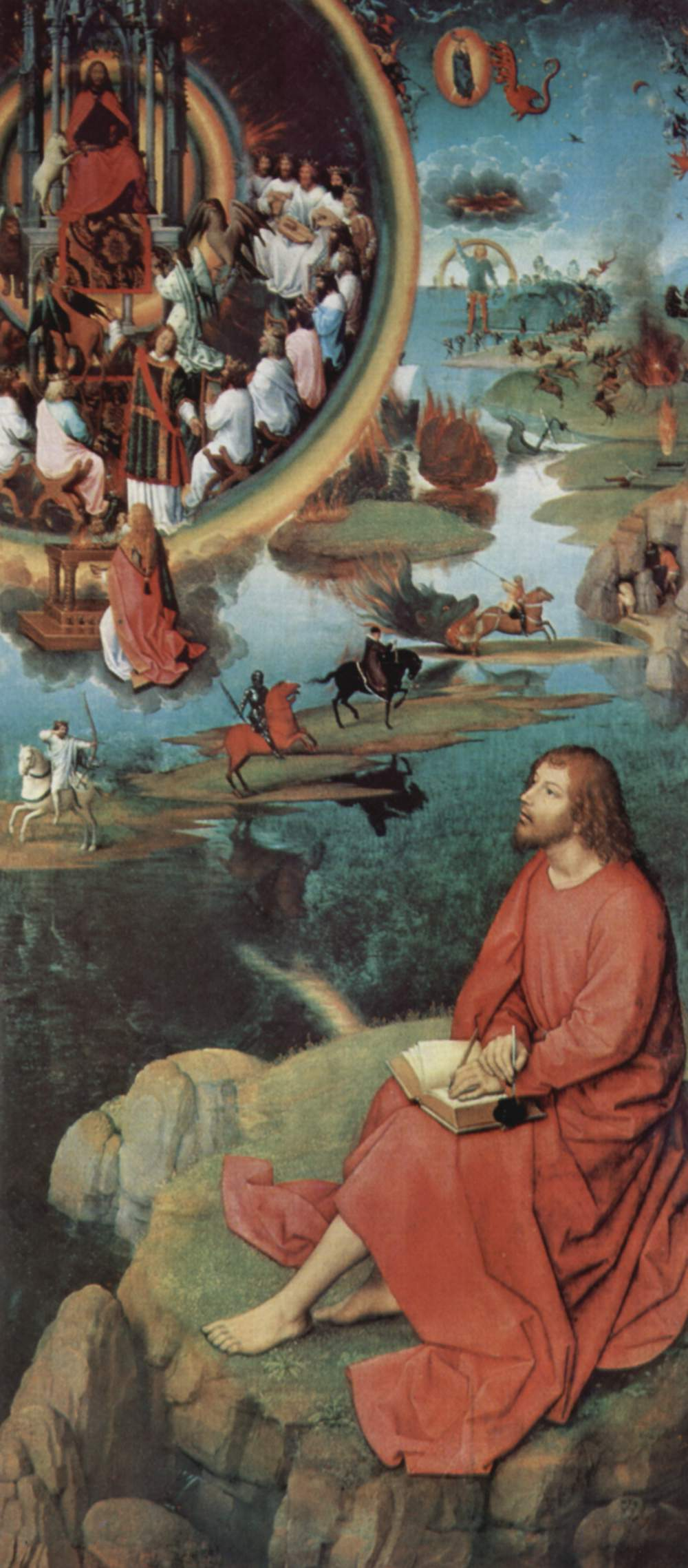
Hans Memlings Darstellung der Offenbarung des Johannes:
Καὶ εἶδον οὐρανὸν καινὸν καὶ γῆν καινήν.
„Und ich sah einen neuen Himmel und eine neue Erde.“

Καὶ εἶδον οὐρανὸν καινὸν καὶ γῆν καινήν.
Kai eidon ouranon kainon kai gēn kainēn.
„Und ich sah einen neuen Himmel und eine neue Erde.“
Dies ist eine bekannte Stelle aus dem 21. Kapitel der Offenbarung des Johannes:

„1 Und ich sah einen neuen Himmel und eine neue Erde; denn der erste Himmel und die erste Erde sind vergangen, und das Meer ist nicht mehr. 2 Und ich sah die heilige Stadt, das neue Jerusalem, von Gott aus dem Himmel herabkommen, bereitet wie eine geschmückte Braut für ihren Mann. 3 Und ich hörte eine große Stimme von dem Thron her, die sprach: Siehe da, die Hütte Gottes bei den Menschen! Und er wird bei ihnen wohnen, und sie werden seine Völker sein, und er selbst, Gott mit ihnen, wird ihr Gott sein[.]“

Das Neue Jerusalem entspringt dieser Vision, wonach am Ende der Apokalypse eine neue Stadt, ein neues Jerusalem auf der Erde entstehen wird.

## Καὶ ἐκ δευτέρου ἀλέκτωρ ἐφώνησεν.
Καὶ ἐκ δευτέρου ἀλέκτωρ ἐφώνησεν.
Kai ek deuterou alektōr ephonēsen.
„Und abermals krähte der Hahn.“
Dies ist eine Stelle aus dem Evangelium nach Markus, wo sich Petrus der Vorhersage Jesu erinnert, dass Simon Petrus ihn zweimal verraten werde:

„Gleich darauf krähte der Hahn zum zweiten Mal und Petrus erinnerte sich an das Wort, das Jesus zu ihm gesagt hatte: Ehe der Hahn zweimal kräht, wirst du mich dreimal verleugnen. Und er begann zu weinen.“

Siehe auch: Κύριε, ποῦ ὑπάγεις; („Herr, wohin gehst du?“)
Abermals krähte der Hahn ist ein Buch des Kirchenkritikers Karlheinz Deschner, das auf diese Bibelstelle anspielt. Den inhaltlichen Schwerpunkt bildet die Darstellung der Entwicklung der antiken Kirche. Diese wird ergänzt durch kritische Betrachtungen zur Rolle vor allem der katholischen Kirche im Mittelalter und in der Neuzeit.

## Καὶ σὺ τέκνον;
Καὶ σὺ τέκνον; / Καὶ σύ, τέκνον; (Anmerkung)
Kai sy(,) teknon?
„Auch du, (mein) Kind?“

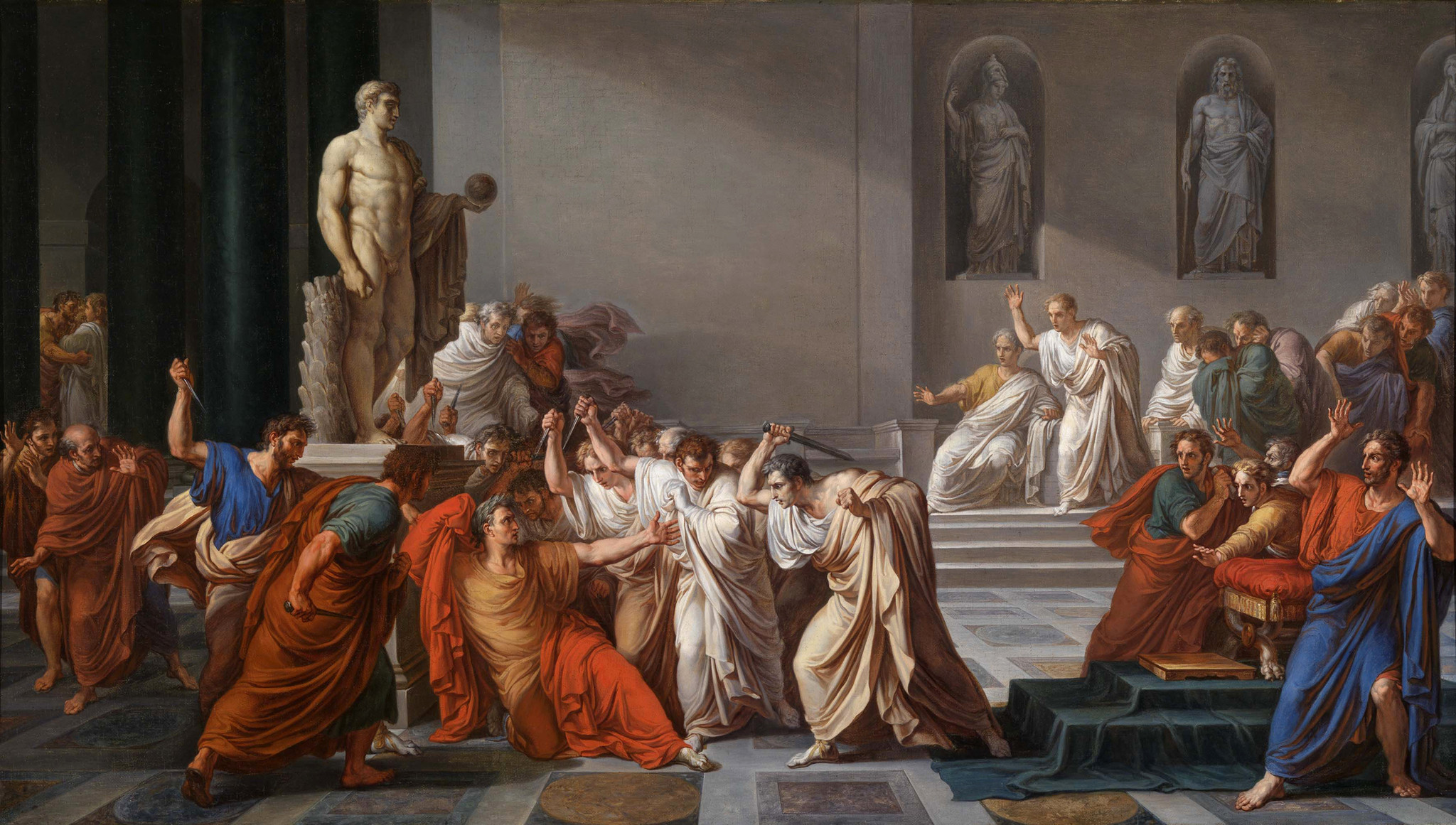
Vincenzo Camuccini: Caesars Tod

Nach Sueton und Cassius Dio soll Caesar dies auf Griechisch ausgerufen haben, als er seinen Freund Brutus unter seinen Mördern wahrnahm. Brutus gilt neben seinem Freund und Schwager Gaius Cassius Longinus als das Haupt der Verschwörung gegen Caesar; er missbilligte dessen Bestrebungen, die Macht in seiner Hand zu vereinigen, nachdem Caesar sich bereits selbst zum Diktator auf Lebenszeit ernannt hatte. An den Iden des März (15. März) 44 v. Chr. ermordete eine Gruppe von Senatoren Caesar, unter ihnen auch Brutus.
Brutus’ Vater war ein Militärtribun; seine Mutter Servilia Caepionis war die Halbschwester von Cato dem Jüngeren und eine Geliebte Caesars. Nach einigen Quellen soll möglicherweise Caesar Vater des Brutus gewesen sein.
Es ist fraglich, ob Caesar bei so vielen Stichen überhaupt noch sprechen konnte.
Unmittelbar nach dem Mord gewährte der Senat den Mördern Caesars Amnestie. Doch schon nach kurzer Zeit wandte sich die öffentliche Meinung in Rom gegen die Verschwörer, als Marcus Antonius, der Führer der caesarianischen Partei, in seiner berühmten Grabrede das Testament Caesars bekannt gab, nach dem jeder Einwohner Roms eine gewisse Geldsumme erhielt. Um einer Anklage zu entgehen, flüchtete Brutus nach Athen. Dort rüstete er sich für den bevorstehenden Kampf gegen Caesars politische Erben Antonius und Octavian. Die Entscheidung fiel im Oktober 42 v. Chr. in zwei Schlachten bei Philippi. Zuvor erschien ihm angeblich der Geist Caesars und drohte ihm: „Ὄψει δέ με περὶ Φιλίππους.“ („Bei Philippi wirst du mich wiedersehen.“)
Der Ausruf Caesars wird häufig lateinisch zitiert, die Worte entstammen William Shakespeares Drama Julius Caesar. Shakespeare lässt hier auf Lateinisch sagen („Et tu, Brute?“ – „Auch du, Brutus?“).

## Καὶ τὸ ζῷον τὸ πρῶτον ὅμοιον λέοντι …

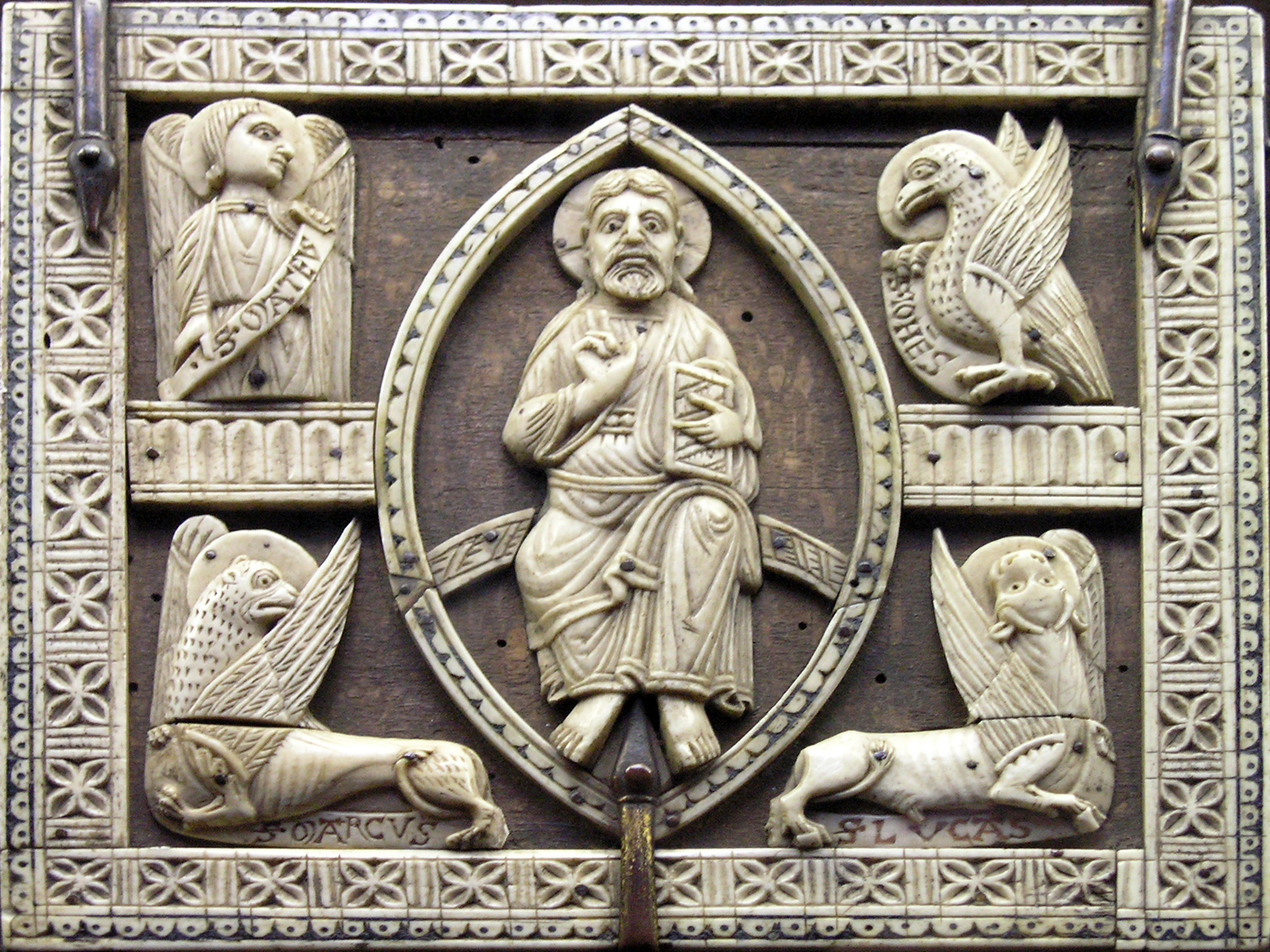
Evangelistensymbole auf einem Elfenbeinkästchen (Musée national du Moyen Âge)

Καὶ τὸ ζῷον τὸ πρῶτον ὅμοιον λέοντι, καὶ τὸ δεύτερον ζῷον ὅμοιον μόσχῳ καὶ τὸ τρίτον ζῷον ἔχον τὸ πρόσωπον ὡς ἀνθρώπου, καὶ τὸ τέταρτον ζῷον ὅμοιον ἀετῷ πετομένῳ·
Kai to zōon to prōton homoion leonti, kai to deuteron zōon homoion moschō kai to triton zōon echon to prosōpon hōs anthrōpou, kai to tetarton zōon homoion aetō petomenō;
„Und das erste Tier war gleich einem Löwen, und das andere Tier war gleich einem Kalbe, das dritte hatte ein Antlitz wie ein Mensch, und das vierte Tier war gleich einem fliegenden Adler.“
Beschreibung der späteren Evangelistensymbole in der Offenbarung des Johannes. Deren Ursprung reicht jedoch weit zurück bis zu vier in der gleichen Weise gestaltete Astralgötter der babylonische Mythologie.
Die Verbindung der Evangelisten mit ihren Attributen geht auf eine Stelle im Buch des Propheten Ezechiel zurück, in der die Cherubim beschrieben werden:

„4 Ich schaute und siehe: Ein Sturmwind kam von Norden, eine große Wolke und ein unaufhörlich aufflammendes Feuer, umgeben von einem hellen Schein. Und aus seiner Mitte, mitten aus dem Feuer, da strahlte es wie glänzendes Metall. 5 Aus seiner Mitte erschien eine Gestalt von vier lebenden Wesen. Und dies war ihr Aussehen: Sie hatten eine Menschengestalt. […] 10 Die Gestalt ihrer Gesichter aber war: ein Menschengesicht, ein Löwengesicht bei allen vier nach rechts, ein Stiergesicht bei allen vier nach links und ein Adlergesicht bei allen vier.“

Diese Symbole, die bis zum 13. Jahrhundert auch zu einem einzigen Gebilde zusammengefasst wurden, das die aus dem Griechischen übernommene Bezeichnung Tetramorph trägt, was „Viergestalt“ oder „Viergetier“ bedeutet, finden sich auch als Attribute in figürlichen Darstellungen der Evangelisten. Die heute gebräuchliche Deutung geht auf den Kirchenlehrer Hieronymus zurück:
| Symbol (∗)                                                                            | Evangelist | Anmerkungen |
| ------------------------------------------------------------------------------------- | ---------- | --- |
| mittelalterliche Buchillustration, Abbildung eines geflügelten Menschen, eines Engels | Matthäus   | Da das Evangelium nach Matthäus mit dem Stammbaum Jesu beginnt, wird dem Evangelisten Matthäus das Symbol Mensch zugewiesen. Βίβλος γενέσεως Ἰησοῦ Χριστοῦ, υἱοῦ Δαυὶδ υἱοῦ Ἀβραάμ. Der Mensch weist auch auf die Menschwerdung Jesu hin. Das Matthäusevangelium entstand um das Jahr 80, als zweites anerkanntes Evangelium, und richtet sich an Juden-Christen. Hieronymus schreibt „Matthäus, der auch Levi ist und der von einem Zöllner zu einem Apostel wurde, und zwar als erster aller Evangelisten, verfasste ein Evangelium von Christus in Judäa in der hebräischen Sprache…“ und setzt Matthäus mit dem Apostel Levi gleich. |
| mittelalterliche Buchillustration, Abbildung eines geflügelten löwenartigen Tieres    | Markus     | Weil das Evangelium nach Markus mit dem Rufer in der Wüste einsetzt, ist der Markuslöwe sein Kennzeichen. φωνὴ βοῶντος ἐν τῇ ἐρήμῳ Der Löwe soll außerdem auf die Auferstehung Jesu hinweisen. Das Markusevangelium entstand um das Jahr 70 n. Chr. und ist damit das älteste Evangelium. Es richtet sich vorrangig an Heiden-Christen, die mit der jüdischen Tradition nichts zu tun hatten. Das Haus seiner Mutter war der Mittelpunkt der Jerusalemer Urgemeinde. Es wird berichtet, dass er der Übersetzer des Petrus war und dessen Lehren niedergeschrieben hat. Die koptische Kirche sieht ihn als ihren ersten Papst. |
| mittelalterliche Buchillustration, Abbildung eines geflügelten Stieres                | Lukas      | Da das Evangelium nach Lukas mit der Verheißung des Engel Gabriels an Zacharias beim Opferdienst einsetzt, bekam Lukas den Flügelstier zugewiesen. Ἰωάννης ἐστὶ τὸ ὄνομα αὐτοῦ· Der Stier weist aber auch auf den Opfertod Jesu am Kreuz hin. Das Lukasevangelium entstand etwa zur gleichen Zeit wie das Matthäusevangelium und benutzt wie dieses ebenfalls das Markusevangelium als Vorlage. Der Verfasser dieses Evangeliums schrieb auch die Apostelgeschichte und hat das beste Griechisch aller vier Evangelisten. Er wendet sich auch insbesondere an hellenistische Leser. Laut Tradition war er Mitarbeiter des Paulus, der ihn als Arzt und lieben Freund bezeichnet und war bei den in der Apostelgeschichte berichteten Reisen des Paulus teilweise dabei. |
| mittelalterliche Buchillustration, Abbildung eines geflügelten Adlers                 | Johannes   | Da das Evangelium nach Johannes aus ihm der Geist der Höhe am mächtigsten spreche, wurde Johannes mit dem Adler ausgezeichnet. Ἐν ἀρχῇ ἦν ὁ λόγος. Der Adler soll auf die Himmelfahrt Jesu hinweisen. Das Johannesevangelium wurde erst zu Beginn des 2. Jahrhunderts verfasst und weicht inhaltlich stark von den anderen drei, den so genannten Synoptischen Evangelien, ab. Die Tradition setzt Johannes mit dem Apostel Johannes als dem Lieblingsjünger Jesu gleich und sieht in ihm auch den Verfasser der Briefe des Johannes und der Offenbarung des Johannes. |

## Καινὴ Διαθήκη
Καινὴ Διαθήκη
Kainē Diathēkē
„Neuer Bund“
Dieser christliche Begriff wurde ins Lateinische mit „Novum Testamentum“ (Neues Testament; testamentum: „Bund“) übersetzt. Jesus benutzt diesen Ausdruck beim letzten Abendmahl, wahrscheinlich in bewusster Anlehnung an das Wort des Propheten Jeremia:

„Siehe, es kommt die Zeit, spricht der Ewige, da will ich mit dem Haus Israel und dem Haus Juda einen neuen Bund schließen.“

Das Alte Testament heißt auf Griechisch Παλαιὰ Διαθήκη (Palaia Diathēkē). Beide zusammen werden auch mit dem Begriff Heilige Schrift, Ἁγία Γραφή (Hagia Graphē), bezeichnet. Das Neue Testament ist im so genannten Koine-Griechisch aufgezeichnet worden (lateinisch „Novum Testamentum Graece“). Die Septuaginta ist die griechische Übersetzung des hebräischen Tanach bzw. Alten Testaments und die älteste durchgehende Bibelübersetzung überhaupt. Sie ist das Werk hellenistischer Juden aus Alexandria.

## Καίσαρα φέρεις καὶ τὴν Καίσαρος Τύχην συμπλέουσαν.

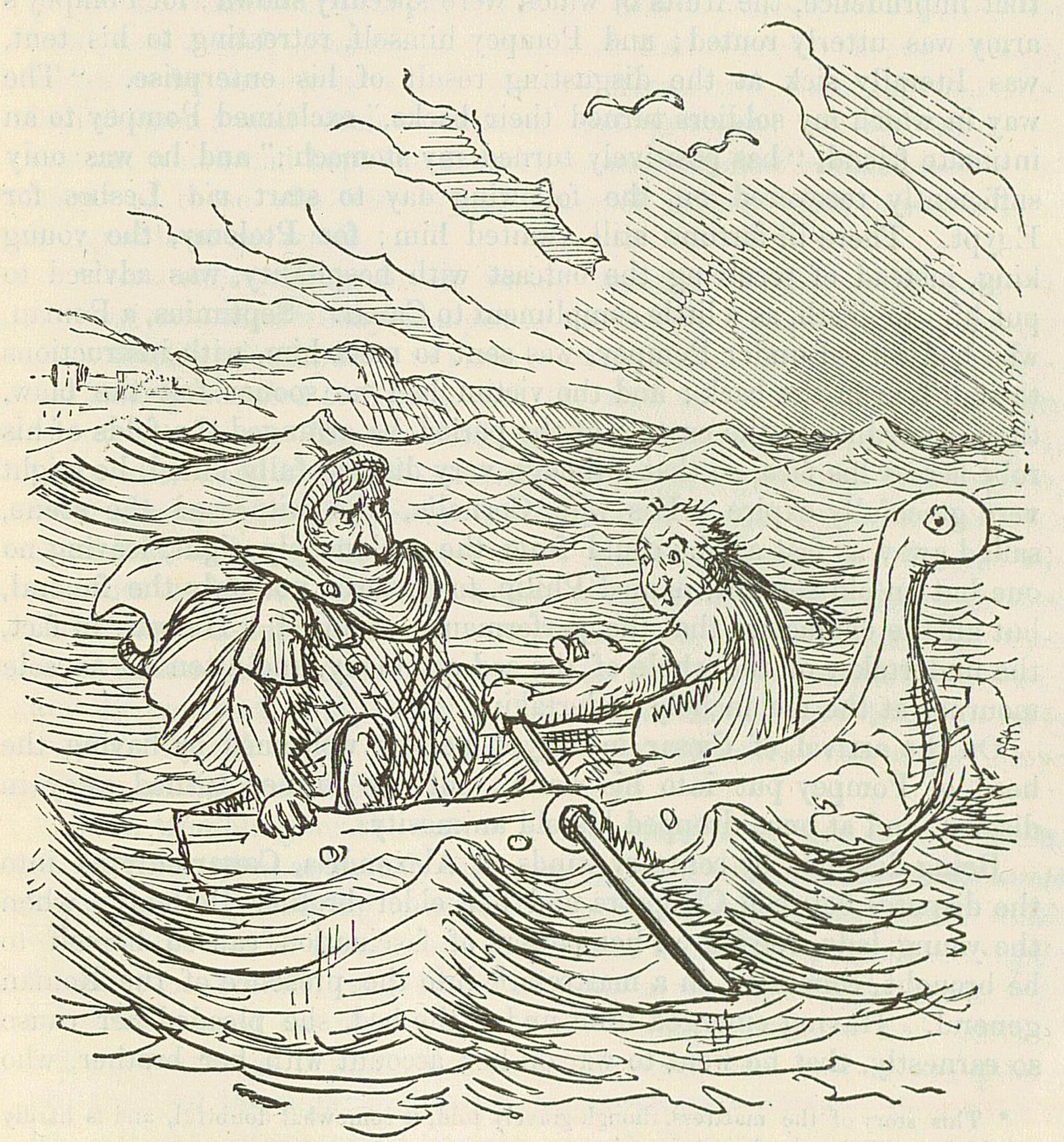
„Du trägst Caesar und sein Glück.“ (Comic History of Rome)

Καίσαρα φέρεις καὶ τὴν Καίσαρος Τύχην συμπλέουσαν.
Kaisara phereis kai tēn Kaisaros Tychēn sympleousan.
„Caesar transportierst du und Caesars mitreisendes Glück.“
Als Gaius Iulius Caesar in einer Winternacht des Jahres 48 von Epirus aus trotz Sturm nach Italien zurückfahren wollte, um die fehlenden Legionen gegen Gnaeus Pompeius Magnus nachzuziehen, zögerte der Schiffer, bei diesem Seegang die Überfahrt zu wagen. Doch rief ihm Caesar diesen Satz zu.
Diese Anekdote wird vom griechischen Schriftsteller Plutarch auf Griechisch überliefert, lateinisch wird diese Aussage mit den Worten „Caesarem vehis eiusque fortunam.“ („Caesar fährst du und sein Glück“) oder „Quid times? Caesarem vehis.“ („Was fürchtest du? Du fährst Caesar.“) zitiert.

## Κακοῦ γὰρ ἀνδρὸς δῶρ΄ ὄνησιν οὐκ ἔχει.

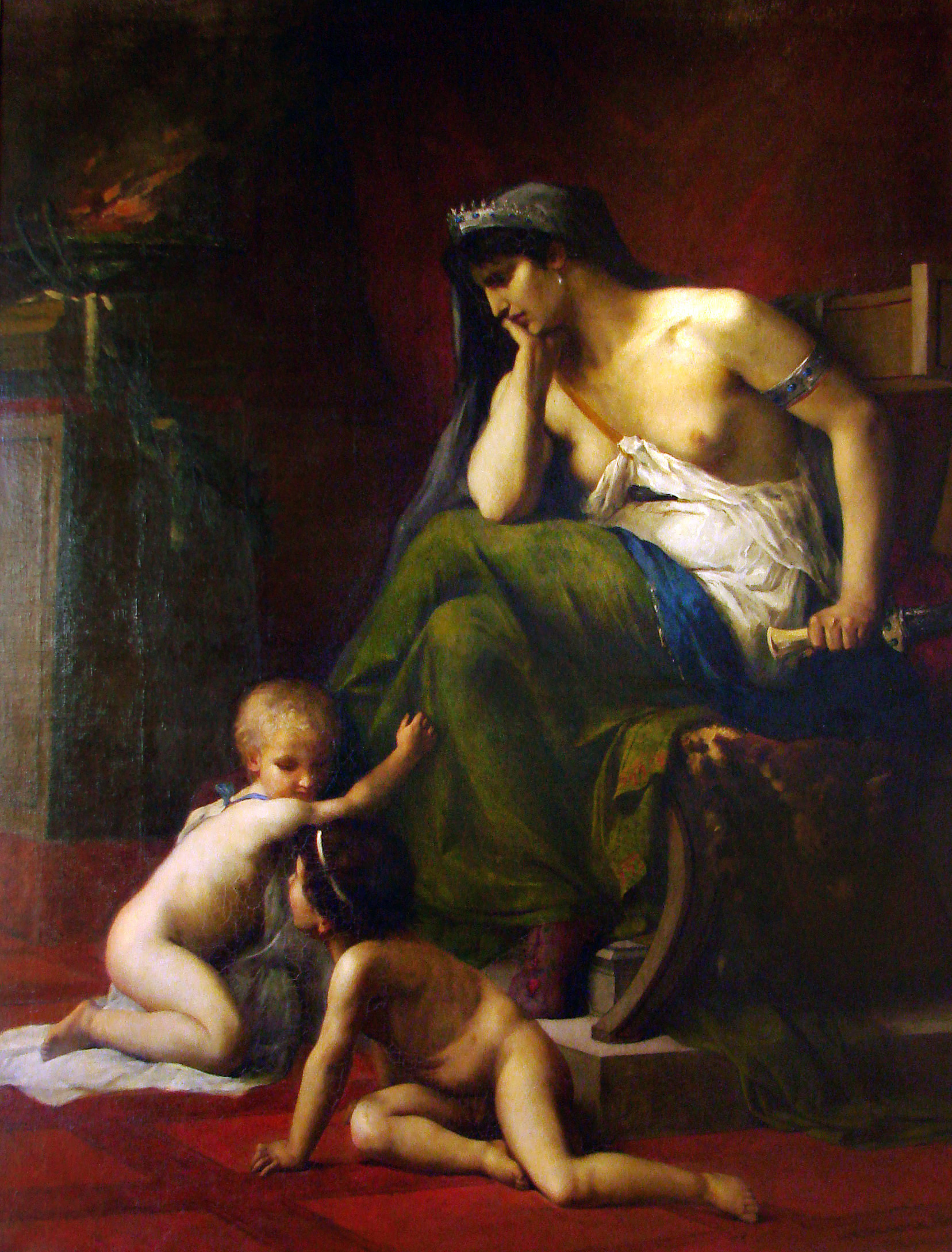
Henri Klagmann: Medea

Κακοῦ γὰρ ἀνδρὸς δῶρ΄ ὄνησιν οὐκ ἔχει.
Kakou gar andros dōr΄ onēsin ouk echei
„Eines schlechten Mannes Geschenke bringen keinen Segen.“
Mit diesen Worten lehnt Medea in der gleichnamigen Tragödie des Dramatikers Euripides das Angebot ihres Mannes Iason ab, ihr und ihren gemeinsamen Kindern einen reichhaltigen Unterhalt zu gewähren:
Doch wenn du für die Kinder und die eigne Flucht

Von meinem Gelde Unterstützung nehmen willst,

So sag’s! Ich will ja spenden gern mit reicher Hand …
Medea reagiert abweisend auf dieses Angebot und sagt:
Gastliche Hilfe deiner Freunde brauch’ ich nicht.

Auch will ich nicht empfangen, gib uns also nichts!

Des schlechten Manns Geschenke bringen Segen nicht.
Medea rächt sich dann durch die Ermordung ihrer gemeinsamen Kinder an ihrem untreuen Ehemann und sagt:

„Ich erkenne das Grauenvolle, das ich zu tun gedenke. Doch mein Zorn ist stärker als meine vernünftigen Gedanken, der schuld ist an dem größten Übel für die Sterblichen.“

## Κακοῦ κόρακος κακὸν ᾠόν.
Κακοῦ κόρακος κακὸν ᾠόν.
Kakou korakos kakon ōon.
„Einer schlechten Krähe schlechtes Ei“
Entspricht dem deutschen Sprichwort „Wie der Vater, so der Sohn.“
In der griechischen Sagenwelt war der Rabe immer mit Apollon verbunden. In einer Sage heißt es, dass Apollon den Raben ausschickte, um frisches Wasser zu holen. Der Rabe fraß stattdessen jedoch genüsslich Feigen und vergaß seinen Auftrag. Dann log er noch, dass ihn eine Wasserschlange gehindert hätte. Apollon verurteilte den Raben zu ewigem Durst, was das krächzende Geschrei der Raben erklärt.
In einer anderen Sage heißt es, dass ein Rabe Apollon die Nachricht überbracht hätte, dass ihm sein Geliebter untreu sei und vor Wut von Apollon geschwärzt wurde.

## Κακὸς ἀνὴρ μακρόβιος.
Κακὸς ἀνὴρ μακρόβιος.
Kakos anēr makrobios.
„Ein schlechter Mann lebt lang.“
Dieses altgriechische Sprichwort entspricht dem deutschen „Unkraut vergeht nicht.“
Außerdem gibt es noch ein weiteres Sprichwort mit ähnlichem Sinn:

«Κακὸν ἄγγος οὐ κλᾶται.»

„Kakon angos ou klatai.“

„Ein schlechter Topf zerbricht nicht.“

Lateinisch:

“Malum vas non frangitur.”

Im Neugriechischen wird aus dem Menschen beziehungsweise dem Topf ein Hund:

«Κακό σκυλί, ψόφο δεν έχει.»

„Kako skyli, psofo den echi.“

„Ein böser Hund krepiert nicht.“

Der Humanist Erasmus von Rotterdam schreibt zu diesem Thema in seiner Sprichwörtersammlung Adagia:

„Der Minderwertige ist nicht selten langlebiger und in Gefahren weniger bedroht.“

## Καλλίστῃ
Καλλίστῃ
Kallistē
„der Schönsten“

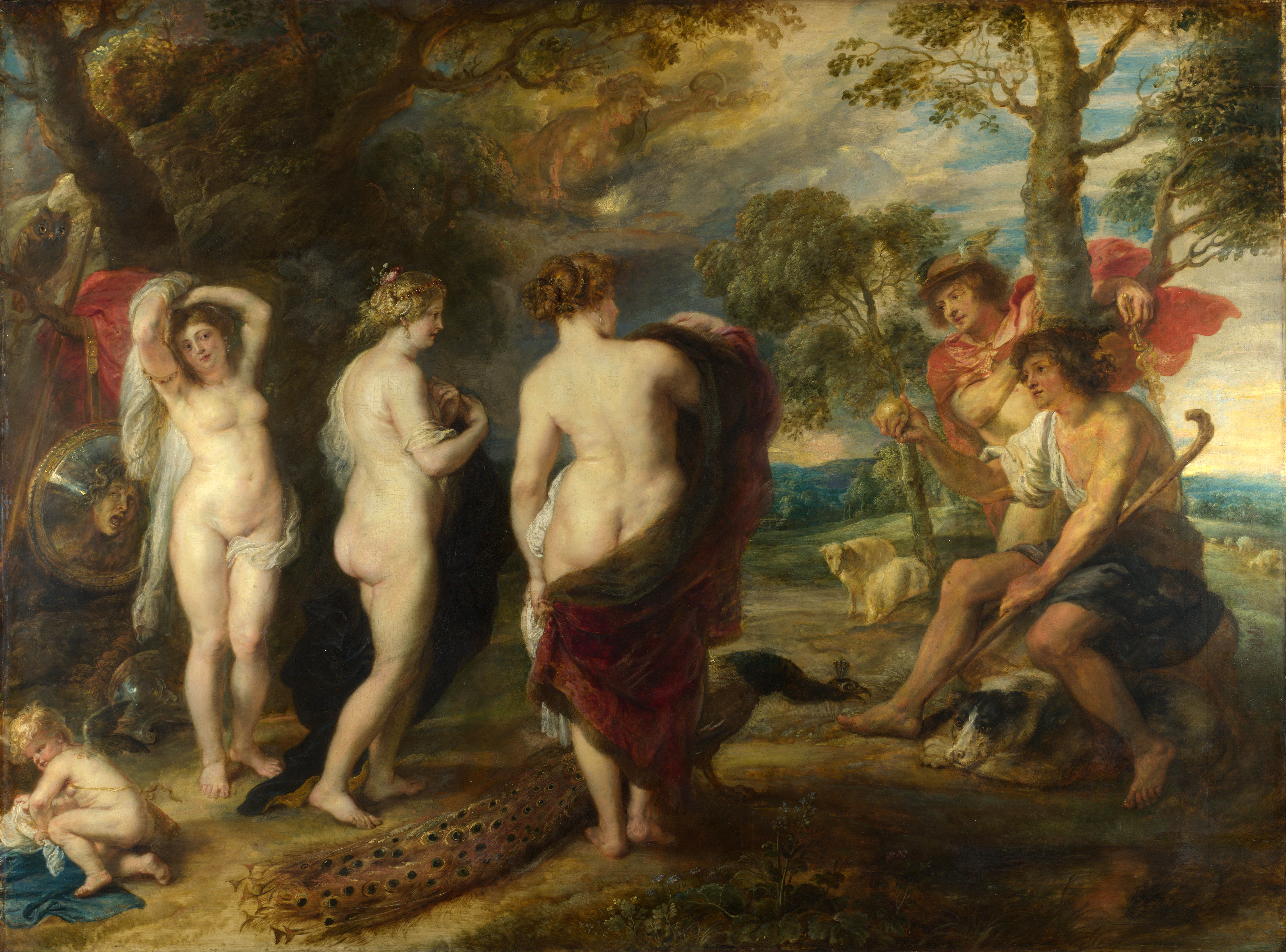
Das Urteil des Paris von Peter Paul Rubens

Vom Mythos des Zankapfels (μῆλον τῆς Ἔριδος mēlon tēs Eridos „Apfel der Eris“), eines goldenen Apfels mit der Aufschrift καλλίστῃ kallistē („für die Schönste“). Da Zeus sich weigerte, den Streit zwischen Hera, Athene und Aphrodite zu schlichten, wer die Schönste sei, musste das Urteil des Paris dies entscheiden.
Der Schriftsteller Gustav Schwab erzählt dies in seinen Sagen des klassischen Altertums so:

„Indessen hob die stolzeste der Frauen, die an Wuchs und Hoheit über die beiden anderen hervorragte, dem Jüngling gegenüber an: ‚Ich bin Hera, die Schwester und Gemahlin des Zeus. Wenn du diesen goldenen Apfel, welchen Eris, die Göttin Zwietracht, beim Hochzeitsmahle der Thetis und des Peleus unter die Gäste warf, mit der Aufschrift: »der Schönsten« mir zuerkennst, so soll dir, ob du gleich nur ein aus dem Königspalast verstoßener Hirt bist, die Herrschaft über das schönste Reich der Erde nicht fehlen.‘
‚Ich bin Pallas, die Göttin der Weisheit‘, sprach die andere mit der reinen, gewölbten Stirn, den tiefblauen Augen und dem jungfräulichen Ernst im schönen Antlitz, ‚wenn du mir den Sieg zuerkennst, sollst du den höchsten Ruhm der Weisheit und Männertugend unter den Menschen ernten!‘
Da schaute die dritte, die bisher immer nur mit den Augen gesprochen hatte, den Hirten mit einem süßen Lächeln noch durchdringender an und sagte: ‚Paris, du wirst dich doch nicht durch das Versprechen von Geschenken betören lassen, die beide voll Gefahr und Ungewissen Erfolges sind! Ich will dir eine Gabe geben, die dir gar keine Unlust bereiten soll; ich will dir geben, was du nur zu lieben brauchst, um seiner froh zu werden, das schönste Weib der Erde will ich dir als Gemahlin in die Arme führen! Ich bin Aphrodite, die Göttin der Liebe!‘“

Deshalb gab Paris den Apfel der Aphrodite. Weil aber Helena, die schönste Frau, bereits verheiratet war, entstand durch ihren Raub der Trojanische Krieg. Eine weitere Folge des Parisurteils war, dass in dem Krieg Aphrodite auf der Seite der Trojaner stand, während sich die abgewiesenen Göttinnen Athene und Hera zornig auf die Seite der Griechen schlugen.

## καλὸν κακόν
καλὸν κακόν
kalon kakon
„schönes Übel“

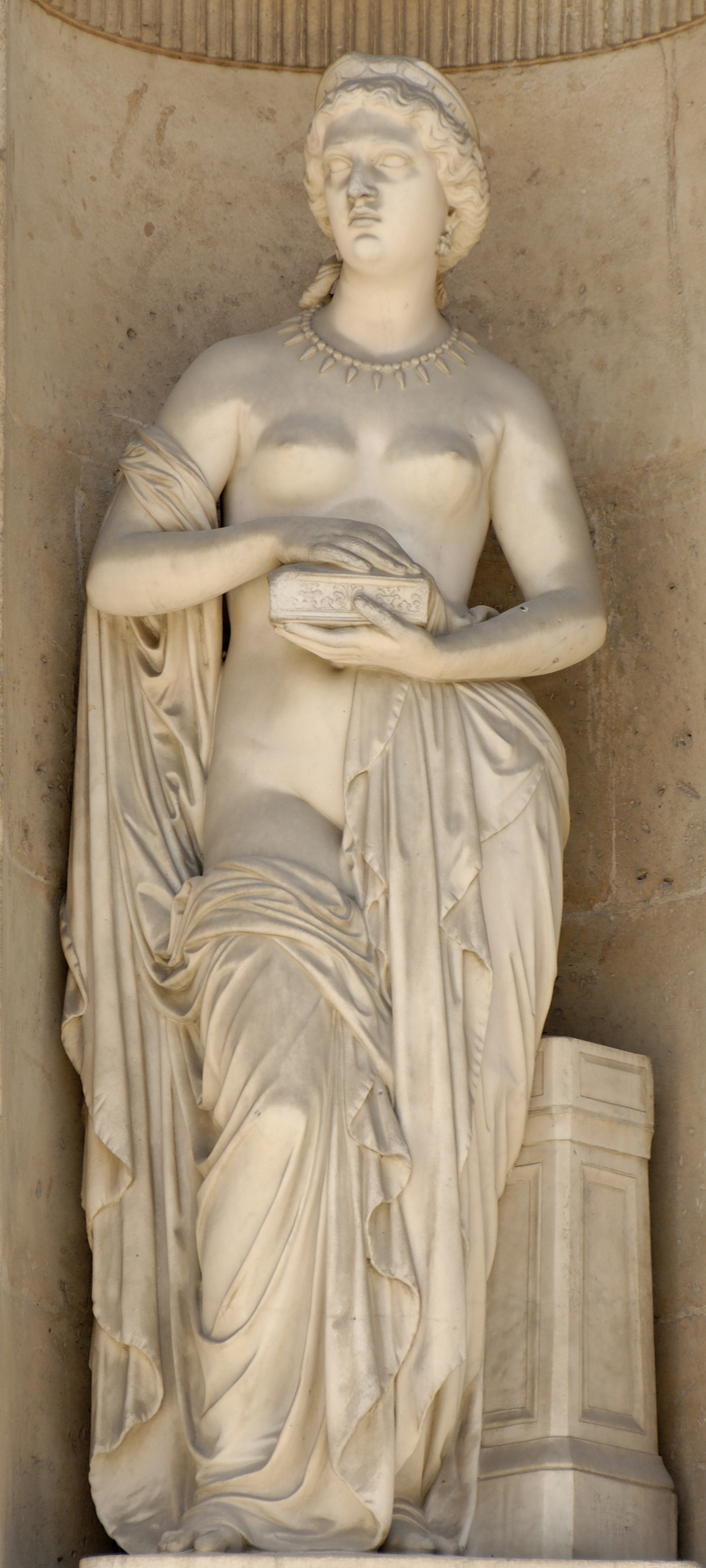
Pandora mit Büchse am Louvre

Als schönes Übel beschreibt der Dichter Hesiod die Pandora, die erste Frau auf der Erde, welche die unheilvolle „Büchse der Pandora“ aus Neugier öffnete. Dadurch entlässt sie die darin aufbewahrten Plagen in die Welt. Damit endet das Goldene Zeitalter, in dem die Menschheit von Arbeit, Krankheit und Tod verschont war.
Der Schriftsteller Gustav Schwab erzählt dies in seinen Sagen des klassischen Altertums so:

„Also hatte Zeus unter der Gestalt eines Gutes ein blendendes Übel geschaffen und nannte sie Pandora, das heißt die Allbeschenkte, denn jeder der Unsterblichen hatte dem Mägdlein irgendein unheilbringendes Geschenk für die Menschen mitgegeben.“

Alle bewunderten Pandoras Schönheit, die aber sofort zu Epimetheus ging, dem argloseren Bruder des Prometheus, um ihm das Geschenk des Zeus zu bringen. Prometheus hatte zwar seinen Bruder gewarnt, niemals ein Geschenk von Zeus anzunehmen, doch Epimetheus, empfand das Übel erst, als er es hatte:

„Kaum bei Epimetheus angekommen, schlug sie den Deckel zurück, und alsbald entflog dem Gefäße eine Schar von Übeln und verbreitete sich mit Blitzesschnelle über die Erde. Ein einziges Gut war zuunterst in dem Fasse verborgen, die Hoffnung; aber auf den Rat des Göttervaters warf Pandora den Deckel wieder zu, ehe sie herausflattern konnte, und verschloß sie für immer in dem Gefäß.“

## Καλὸν ταξείδιον.

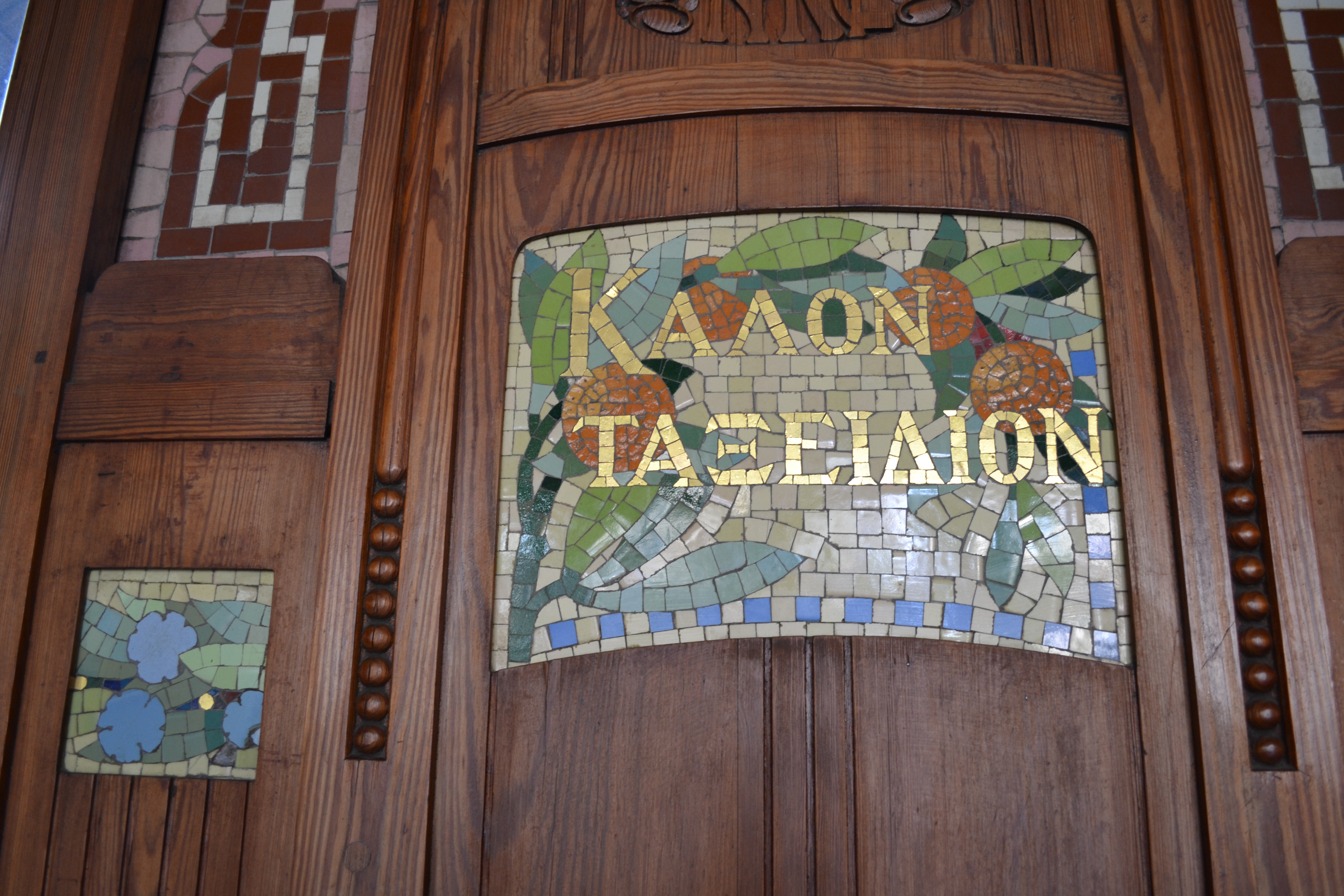
Gute Reise. Ein Trencadís mit der griechischen Inschrift im Nordbahnhof von Valencia

Καλὸν ταξείδιον.
Kalon taxeidion.
„Gute Reise.“

## καλὸς κἀγαθός
καλὸς κἀγαθός
kalós kagathós
„schön und gut“
Krasis von καλὸς καὶ ἀγαθός (kalos kai agathos). Der Begriff Kalokagathia bezeichnet die körperliche, moralische und geistige Vollkommenheit als Bildungsideal im alten Griechenland und spielt bei Sokrates eine große Rolle.
Es gibt auch die Bezeichnung für Leute, die diesem Ideal entsprechen:
Οἱ καλοὶ κἀγαθοί (Hoi kaloi kagathoi)
Der Dichter Friedrich Hölderlin strebte sowohl in Dichtung als auch im realen Leben nach dieser Kalokagathie. In seinem Briefroman Hyperion oder Der Eremit in Griechenland erzählt Hölderlin von dem jungen Griechen Hyperion, der im Jahr 1770 am Befreiungskrieg der Griechen gegen die Türken teilnimmt, doch von der Rohheit des Krieges abgestoßen wird.
Der Literaturwissenschaftler Friedrich Gundolf sagte 1932 in seiner Rede zu Goethes hundertstem Todestag:

„Der Fron der reinen Empirie, des selbstgenugsamen Sammelns und der zweckmäßigen Endlichkeit, erlag Goethe nicht (wie die Polyhistoren der Barockjahrhunderte und die Spezialisten und Positivisten unsres Jahrhunderts), weil er, als Dichter, in der Seele unverlierbar die kalokagathia, das schöne Urbild des Menschen trug, der das Maß und der Herr der Dinge ist.“

Dieses Ideal griff im 19. Jahrhundert auch der böhmische Kunsthistoriker und Mitbegründer der Turnerbewegung Sokol, Miroslav Tyrš, auf, der in seinen Ideen die Körpererziehung mit dem antiken Ideal der Kalokagathie und dem Kampf für die Freiheit des tschechischen Volkes verband.
Der Historiker und Politiker Christoph Stölzl schreibt rückblickend auf seine Schulzeit an einer Münchner Schule:

„Später im Griechischunterricht die Belehrung über die kalokagathia, womit gemeint war, dass in einem schönen Körper auch eine schöne Seele wohne. Auf dem Weg dorthin erinnere ich vor allem den Geruch von Schweiß in ‚Knabenumziehräumen‘, die pubertären Zoten und das pelzige Gefühl des Magnesiums an den Händen beim Reckturnen.“

## Καλούμενός τε κἄκλητος θεὸς παρέσται.
Καλούμενός τε κἄκλητος θεὸς παρέσται.
kalumenos te kakletos theos parestai.
„Gerufen und nicht gerufen wird (ein) Gott da sein.“
Diesen Satz überliefert Erasmus in seiner Sprichwortesammlung Adagia. Er geht zurück auf ein Orakel aus dem Apollon-Tempel in Delphi. Diejenige lateinische Fassung des Sprichworts, die Erasmus überliefert, lautet „Vocatus et invocatus deus aderit“.

## Καλύτερα μιας ώρας ελεύθερη ζωή παρά σαράντα χρόνια σκλαβιά και φυλακή.
Καλύτερα μιας ώρας ελεύθερη ζωή παρά σαράντα χρόνια σκλαβιά και φυλακή.
Kalytera mias oras eleftheri zoi, para saranda chronia sklavia ke fylaki.
„Lieber eine Stunde freies Leben als vierzig Jahre Sklaventum und Kerker.“
Heute bekannte Version eines Zitats aus dem Thourios (Θούριος) von Rigas Feraios über den griechischen Unabhängigkeitswillen gegenüber dem Osmanischen Reich, der in die griechische Revolution 1821 mündete.
Das Original lautet:

«Καλλιῶναι μίας ὥρας ἐλεύθερη ζωή, παρὰ σαράντα χρόνοι σκλαβιά, καὶ φυλακή.»

„Kallione mias oras eleftheri zoi, para saranda chroni sklavia, ke fylaki.“

„Ein freies Leben von einer Stunde ist besser als vierzig Jahre Sklaverei und Gefängnis.“

## Καλωσήρθατε.

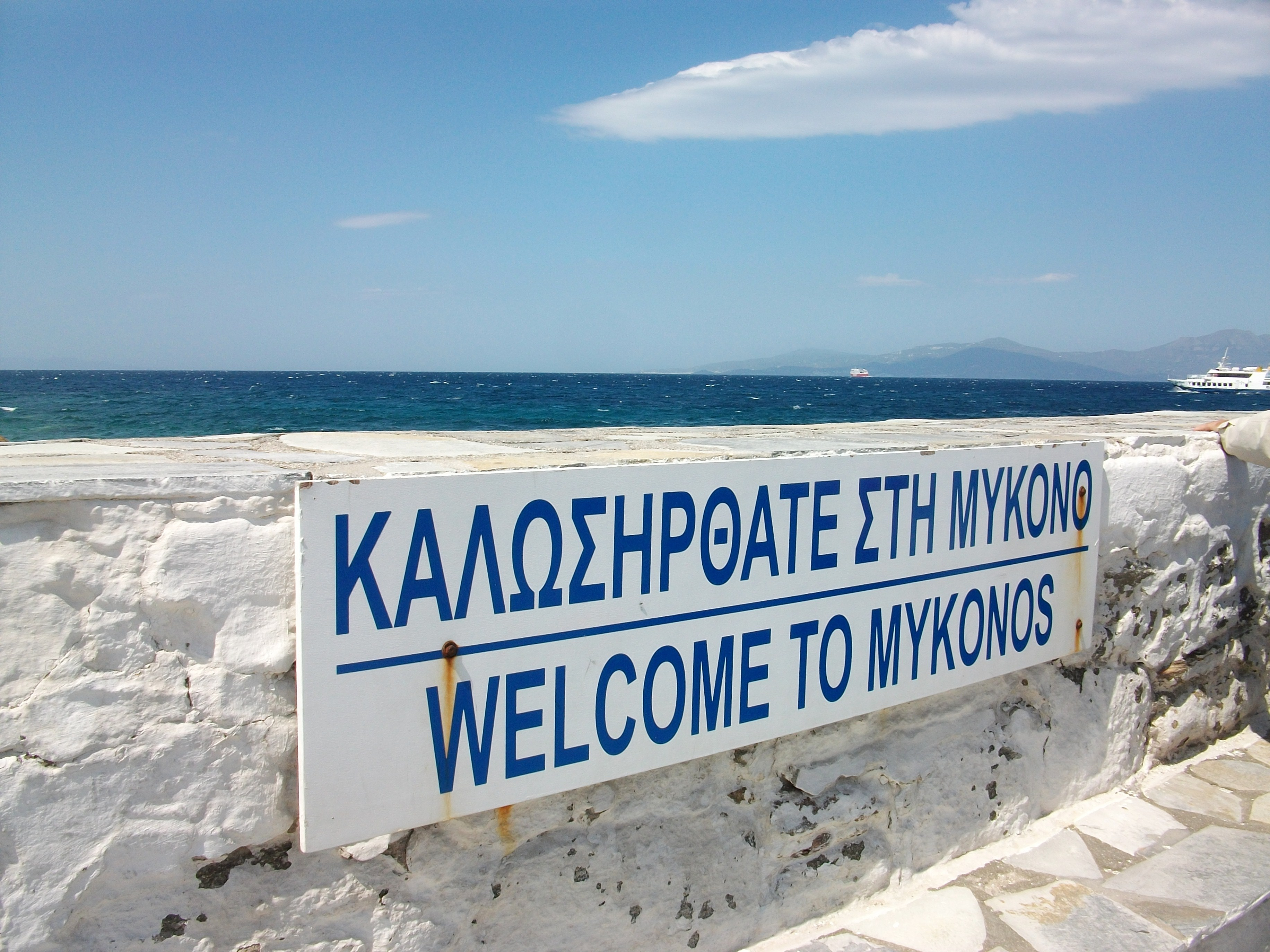
Willkommen auf Mykonos!

Καλωσήρθατε.
Kalosirthate.
„Willkommen!“

## Κἂν θεραπεύσῃ τὸ ἕλκος ὁ δεδηγμένος, ἡ οὐλὴ μενεῖ τῆς διαβολῆς.
Κἂν θεραπεύσῃ τὸ ἕλκος ὁ δεδηγμένος, ἡ οὐλὴ μενεῖ τῆς διαβολῆς.
Kan therapeusē to helkos ho dedēgmenos, hē oulē menei tēs diabolēs.
„Auch wenn der Gebissene die Wunde behandelt, die Narbe der Verleumdung bleibt.“
Zitat aus den Moralia des Geschichtsschreibers Plutarch. Das vollständige Zitat lautet:

«Ἐκέλευεν οὖν θαρροῦντας ἅπτεσθαι καὶ δάκνειν ταῖς διαβολαῖς, διδάσκων ὅτι, κἂν θεραπεύσῃ τὸ ἕλκος ὁ δεδηγμένος, ἡ οὐλὴ μενεῖ τῆς διαβολῆς.»

„Er schärfte den Seinen ein, kühn mit Verleumdungen zu packen und zu beißen, und lehrte, dass, wenn auch der Gebissene die Wunde behandelt, die Narbe bleibt.“

Dieser Satz war Grundlage des berühmten Ausspruchs des englischen Philosophen und Staatsmannes Francis Bacon über die Verleumdung (in Latein):

“Audacter calumniare, semper aliquid haeret.”

„Verleumde nur dreist, etwas bleibt immer hängen.“

## κατ’ ἐξοχήν
κατ’ ἐξοχήν
kat’ exochēn
„vorzugsweise“
Diese Wendung (katexochen) ist abgeleitet aus κατά kata („gemäß, entsprechend“) und ἐξοχή exochē („Erhabenheit, Hervorragen“) und bedeutet „vorzugsweise, schlechthin, im eigentlichen Sinne“.
Beispielsätze:
- Josef Durm, Neujahrsgruß 1908:[24]„Was zwingt uns in der Baukunst zu allem diesem? Doch wohl nur die gleiche Macht, die den Maler – den »Künstler« κατ’ ἐξοχήν unserer Tage – und den Bildhauer zu verwandtem Tun zwingt, nur daß deren Quellen und Vorbilder andere sind.“
- Jean Paul, Grönländische Prozesse. Bittschrift aller deutschen Satiriker (1783):[25]„Bei den Menschen κατ’ εξοχην d. h. bei den Edelleuten mus sich unsre Klage zu einer andern Wendung bequemen.“
- Georg Forster: Über Proselytenmacherei (1789):[26]„Auch die Vernunft κατ εξοχήν [kat' exochên][…] existiert nur für den, der sie zu fassen glaubt; jedem andern aufgedrungen, wird sie ein Götze, dessen Unfehlbarkeit zu predigen entweder Torheit oder noch schlimmere Anmaßung scheint.“

In dem Buch Der Coup, die Kuh, das Q (Untertitel: Das erstaunlichste Deutsch-Buch aller Zeiten) wird dieser Begriff – neben hysteron proteron (siehe Ὕστερον πρότερον) – zu den zehn hässlichsten Begriffen der deutschen Sprache gezählt.

## κατὰ τὴν χάριν τοῦ Θεοῦ
κατὰ τὴν χάριν τοῦ Θεοῦ
kata tēn charin tou theou
„von Gottes Gnaden“
Lateinisch: Dei gratia
Diese Formel stammt aus dem 1. Brief des Paulus an die Korinther:

«Κατὰ τὴν χάριν τοῦ θεοῦ τὴν δοθεῖσάν μοι ὡς σοφὸς ἀρχιτέκτων θεμέλιον ἔθηκα, ἄλλος δὲ ἐποικοδομεῖ. ἕκαστος δὲ βλεπέτω πῶς ἐποικοδομεῖ.»

„Ich nach Gottes Gnade, die mir gegeben ist, habe den Grund gelegt als ein weiser Baumeister; ein anderer baut darauf. Ein jeglicher aber sehe zu, wie er darauf baue.“

Als Devotionsformel werden diese Worte zum ersten Mal durch Gregor von Nyssa verwendet und finden bald Eingang in die Bischofstitulatur. Anfang des 6. Jahrhunderts wird diese Formel auch Teil der päpstlichen Titulatur und im gleichen Jahrhundert Teil des Titels der weltlichen Herrscher.
Das Gottesgnadentum ist eine Begründung für monarchische Herrschaftsansprüche und beinhaltet die Legitimation des Herrschers durch den Willen Gottes. Die Grundlage bildet die Vorstellung, dass jede staatliche Gewalt von Gott verliehen ist und ein Widerstand gegen diese Gewalt ein Verstoß gegen den Willen Gottes darstellt.

## Κάτθανε, Διαγόρα, οὐ καὶ ἐς Ὂλυμπον ἀναβήσῃ.

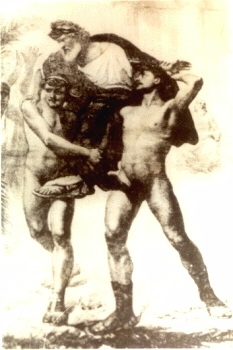
Diagoras mit seinen beiden Söhnen

Κάτθανε, Διαγόρα, οὐ καὶ ἐς Ὂλυμπον ἀναβήσῃ.
Katthane, Diagora, ou kai es Olympon anabēsē.
„Stirb, Diagoras, denn du kannst nicht auch noch in den Olymp hinaufsteigen.“
Laut Cicero der Zuruf der Zuschauer an Diagoras von Rhodos, einen ehemaligen Olympiasieger, der während der 79. Olympiade von seinen beiden Söhnen, die ebenfalls siegten, im Triumph auf den Schultern durch das Stadion getragen wurde. Der Legende nach senkte er bei diesem Zuruf seinen Kopf und starb auf den Schultern seiner Söhne, da er im Leben nichts mehr erreichen konnte. Die dahinter stehende Denkweise entspricht dem Griechischen Pessimismus.
Diagoras war einer der berühmtesten antiken Faustkämpfer und wurde 464 v. Chr. Olympiasieger. Seine Söhne Akusilaos (Faustkampf) und Damagetos (Pankration) wurden beide am selben Tag 448 v. Chr. Olympiasieger. Selbst seine Enkel waren noch erfolgreiche Athleten.

## Κατόπιν τῆς ἑορτῆς ἥκεις.
Κατόπιν τῆς ἑορτῆς ἥκεις.
Katopin tēs heortēs hēkeis.
„Du bist nach dem Fest gekommen.“
Lateinisch: Post festum venisti.
Der Humanist Erasmus von Rotterdam schreibt in seiner Sprichwörtersammlung Adagia:

„Man sagt es von Leuten, die bei einem bedeutenden Ereignis nicht anwesend waren, weil sie erst später, als alles schon vorüber war, eintrafen.“

Die Wendung stammt aus Platons Dialog Gorgias, in dem Sokrates feststellt:
KALLIKLES: Zum Kriege und zur Schlacht, heißt es, o Sokrates, muss man zur rechten Zeit kommen.

SOKRATES: Also sind wir wohl, wie man so sagt, nach dem Fest gekommen? (∗)

KALLIKLES: Und nach einem gar herrlichen Fest!
Diese Redewendung gab es auch in der Form: „Nach den Panathenäen kommen“ oder „nach den Pythischen Spielen kommen“.

## Κεῖται ἢ οὐ κεῖται;
Κεῖται ἢ οὐ κεῖται;
Keitai e ou keitai?
„Ist es belegt oder ist es nicht belegt?“
Typische Frage der hellenistischen Gelehrten, die wissen wollten, ob ein Zitat wirklich vom angegebenen Autor stammt oder ob ein Wort oder Ausdruck dem Sprachgebrauch der für klassisch gehaltenen Autoren entsprach. In den Deipnosophistai des Athenaios wird berichtet, dass ein Redner Ulpian aus Tyros, wohl Domitius Ulpianus, wegen seiner zur Manie gewordenen Suche nach Belegen den Spitznamen Κειτούκειτος Keitoúkeitos (auch als Keitukeitos – „Belegtodernicht“, wörtlich „Belegt-nicht-belegt“) hatte.

## κέρας Ἀμαλθείας
κέρας Ἀμαλθείας
keras Amaltheias
„Horn der Amaltheia“

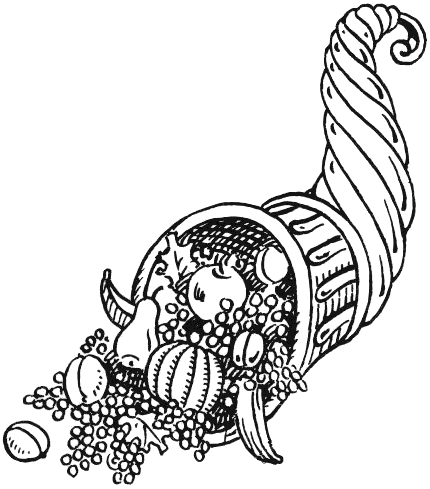
Füllhorn

Das abgebrochene Horn der Ziege Amaltheia gilt als das Symbol für Überfluss. Amaltheia nährte in einer Höhle auf dem Ida-Gebirge in Kreta das Zeus-Kind, als Rhea es vor Kronos versteckte.
Aus Amaltheias Hörnern flossen Nektar und Ambrosia. Ein an einem Baum abgebrochenes Horn füllten die Nymphen mit Früchten für das Kind. Dank Amaltheas Fürsorge wurde Zeus bald so stark, dass er beschloss, Kronos von seinem Thron zu stürzen. Dann versetzte er die Amaltheia als Himmelsziege (Αἲξ οὐρανία Aix ourania) unter die Sterne. Das abgebrochene Horn gab er den Nymphen und verlieh ihm die Gabe, alles, was sie wünschten, daraus hervorsprudeln zu lassen. So wurde es als Füllhorn (lateinisch cornu copiae) zum Symbol nie versiegender Fülle.

## Κι αν ο βασιλικός μαραθεί την μυρουδιά την κρατεί.

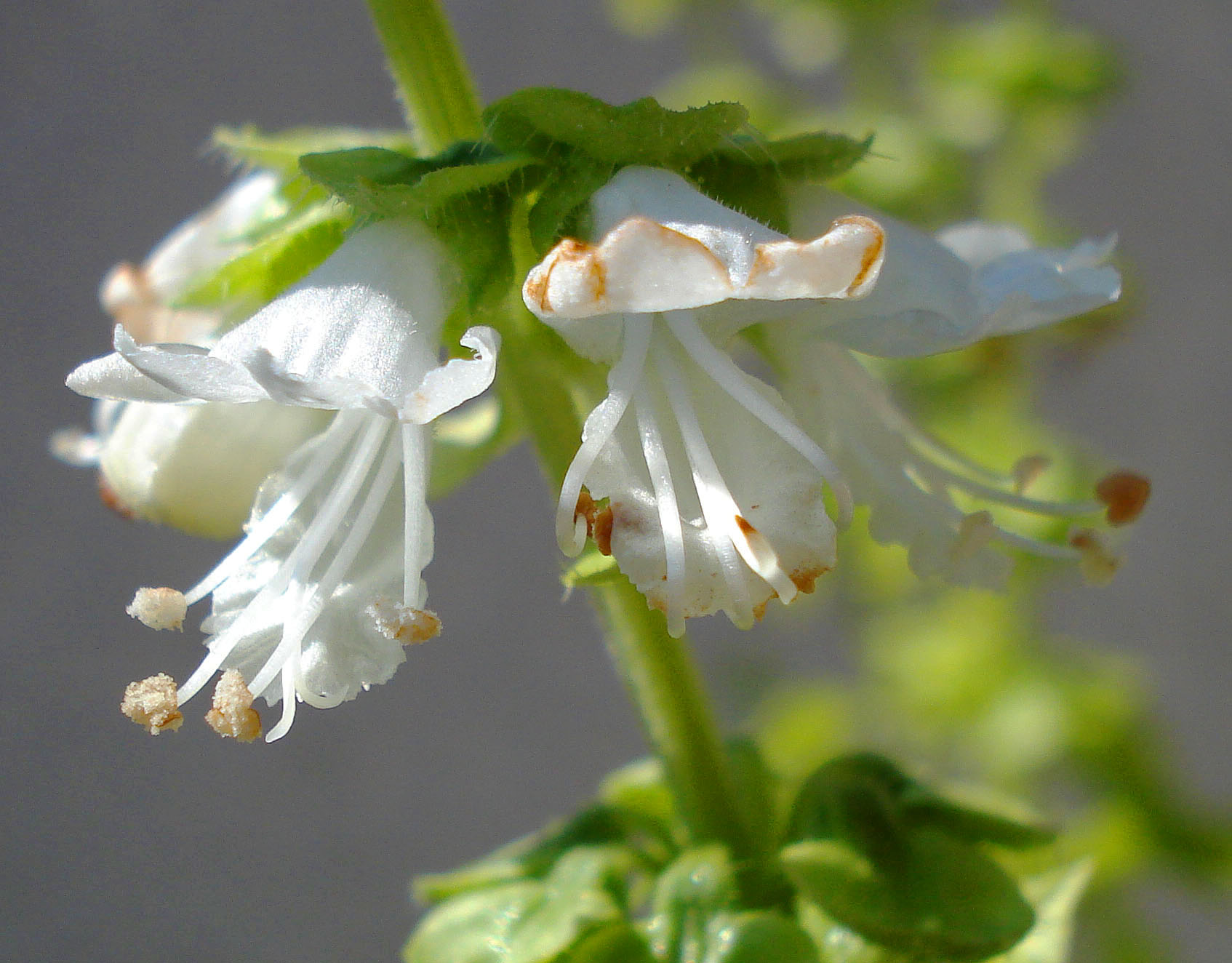
Blühendes Basilikum

Κι αν ο βασιλικός μαραθεί την μυρουδιά την κρατεί.
Ki an o vasilikós marathí tin mirudiá tin kratí
„Auch wenn das Basilikum welkt, sein Aroma behält es.“
Dieses neugriechische Sprichwort besagt, dass man auch, wenn man altert, seinen Charme behalten kann.
Das Basilikum (Königsbalsam oder Königskraut) ist eine Gewürzpflanze, die in der mediterranen Küche häufig benutzt wird. Der Name bedeutet „königlich“; die Pflanze wurde wohl wegen des edlen, würzigen Duftes so benannt. Die Pflanze stammt wohl aus Afrika und kam möglicherweise durch die Feldzüge Alexanders des Großen nach Makedonien und Griechenland.
Der ursprüngliche Name wird als Fremdwort unbekannter Herkunft angesehen und mit ὤκινον ōkinon (ein Futterkraut, vielleicht kleeartig) verbunden. Daher rührt auch der wissenschaftliche Name Ocimum basilicum. Die Heimat dieses als mediterran angesehenen Gewürzes ist nicht bekannt. In nachantiker Zeit wurde es als königliches Heilmittel (βασιλικόν φάρμακον basilikon pharmakon, lateinisch basilicum remedium) bezeichnet.
Der christlichen Legende nach ist das Kraut auch um den Ort der Kreuzigung Jesu von Nazareth gewachsen. Im christlichen Gottesdienst wird das Kraut als Bett für die Auslegung des heiligen Kreuzes an Kreuzerhöhung (14. September) verwendet, weil das Kraut als Pflanze des Königs (βασιλεύς basileus) gilt.

## Κοινὰ τὰ τῶν φίλων.
Κοινὰ τὰ τῶν φίλων.
Koina ta tōn philōn.
„Gemeinsames (Gut) ist das (Gut) von Freunden.“
Dieses in der Spätantike den Pythagoreern zugeschriebene Sprichwort zitiert Platon als das Schlusswort des Dialogs Phaidros, Aristoteles in seiner Nikomachischen Ethik und Menander in seinem fragmentarisch erhaltenen Werk Brüder.
Der Humanist Erasmus von Rotterdam leitet mit diesem Spruch seine Sprichwörtersammlung Adagia ein:

„Freundesgut, gemeinsam Gut. Kein Sprichwort ist so beglückend und so berühmt wie dieses, darum soll es als gutes Omen meine Adagiensammlung eröffnen. Würden die Menschen dieses Wort so bewußt im Herzen tragen, wie es ein jeder beständig im Munde führt, wahrhaftig, unser Leben wäre um ein gut Teil seiner Sorgen leichter.“

In der lateinischen Übersetzung bei Terenz heißt es:

“communia esse amicorum inter se omnia.”

„:[…] dass alles (Gut) von Freunden unter ihnen gemeinsames (Gut) sei.“

Außerdem gibt es zahlreiche weitere Zitate und Anspielungen darauf bei Cicero, Seneca, Ambrosius und Hieronymus.

## κοινὴ γλῶσσα
κοινὴ γλῶσσα
koinē glōssa
„allgemeine Sprache“

Griechische Dialekte

Die Koine ist die altgriechische Allgemeinsprache vom Hellenismus bis in die römische Kaiserzeit (etwa 300 v. Chr. bis 600 n. Chr.). Manchmal wird das spätantike Griechisch dabei nicht mehr zur Koine gezählt. Griechisch war über Jahrhunderte die wichtigste Verkehrssprache im östlichen Mittelmeerraum, und auch im lateinischen Westen war die Sprache recht weit verbreitet. Die Schriften des Neuen Testaments sind in der Koine, der allgemeinen (von allen gesprochenen) Sprache verfasst. Die Septuaginta ist die in neutestamentlicher Zeit verbreitete Koine-Übersetzung des Alten Testaments und Quelle der meisten alttestamentlichen Zitate im Neuen Testament.
Das Koine-Griechisch (neugriechisch Κοινή Αλεξανδρινή Kiní Alexandriní – „Alexandrinische Gemeinsprache“) entstand durch die Vermischung der einzelnen griechischen Dialekte während der Feldzüge Alexanders des Großen, dessen Heer sich aus Makedoniern und Griechen verschiedener Regionen rekrutierte. Aufgrund der Bedeutung Athens war die Grundlage der Koine das Attische.

## κοινὴ εἰρήνη
κοινὴ εἰρήνη
koinē eirēnē
„Allgemeiner Friede“
Die Idee des Allgemeinen Friedens war einer der prägenden politischen Gedanken im Griechenland des 4. vorchristlichen Jahrhunderts. Ein Allgemeiner Friede
- musste sich an alle griechischen Poleis wenden;
- musste deren prinzipielle Autonomie und Gleichstellung anerkennen
- und musste ohne zeitliche Begrenzung angelegt sein.

Der Begriff des Allgemeinen Friedens tauchte erstmals im Jahr 391 v. Chr. im Zusammenhang mit den gescheiterten Verhandlungen zwischen Athen und Sparta zur Beendigung des Korinthischen Krieges auf. Der athenische Politiker Andokides riet seinen Mitbürgern in einer Rede zur Annahme eines als „koinē koinē eirēne“ bezeichneten Friedens.

## κοινωνία τέλειος
κοινωνία τέλειος
koinonia teleios
„vollkommene Gemeinschaft“
In der politischen Philosophie des Aristoteles galt die aus mehreren Dörfern bestehende Polis als vollkommene Gemeinschaft, die „gewissermaßen die vollkommene Autarkie besitzt“. Das Ziel der Polis ist das gute Leben und sie besteht von Natur.
Mit dem lateinischen Begriff societas perfecta wird in der politischen Philosophie, der katholischen Ekklesiologie und dem katholischen Kirchenrecht eine in dem Sinn autarke oder unabhängige Gemeinschaft bezeichnet, die alle zur Verwirklichung ihres (umfassenden) Ziels notwendigen Mittel und Bedingungen selbst besitzt und keiner übergeordneten Gemeinschaft unterworfen ist.

## κοπίδων ἀρχηγός
κοπίδων ἀρχηγός
kopidōn archēgos
„Ahnherr der Schwätzer“

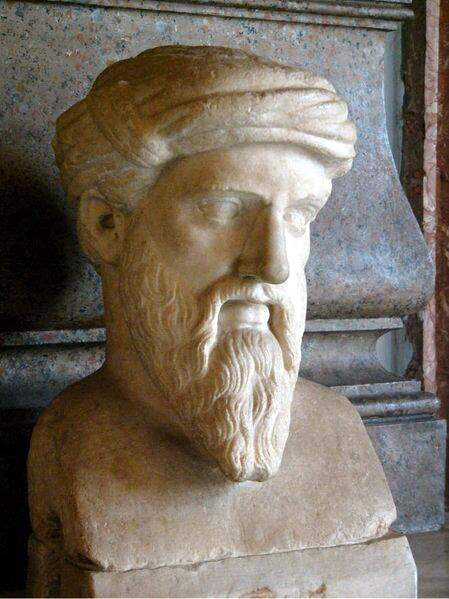
Pythagoras von Samos, der „Ahnherr der Schwätzer“

Beurteilung des Philosophen Pythagoras durch den Dichter Philodemos von Gadara und den Philosophen Heraklit, der Hesiod, Pythagoras, Xenophanes und Hekataios vorwirft, lediglich „Vielwisserei“ (πολυμαθίη polymathíē; ionisches Griechisch) betrieben zu haben, ohne tatsächlich zu Erkenntnis gelangt zu sein. Seinem Zeitgenossen Pythagoras schreibt er zu, mehr Studien betrieben zu haben als irgendein anderer Mensch, was jedoch keineswegs als Lob gemeint ist. Vielmehr beschuldigt er ihn neben der „Vielwisserei“ auch der „Künstelei“.
Der Publizist Udo Marquardt schreibt zu dieser Beurteilung:

„Er [Heraklit] war überzeugt, die meisten Menschen taugen nichts. Vor allem andere Philosophen. ‚Vielwisserei verleiht nicht Verstand‘, grantelte er, ‚sonst hätte sie dem Hesiod und Pythagoras solchen verliehen und ebenso dem Xenophanes und Hekateios.‘ Den schon damals berühmten und bewunderten Pythagoras beschimpfte er als ‚Ahnherr der Schwindeleien‘. Pythagoras habe aus seinen Büchern und Erforschungen sogar eine eigene Wissenschaft gemacht, nämlich den Betrug.

Das saß. Und der Konter folgte auf dem Fuße. Sokrates bescheinigte Heraklit: ‚Was ich davon verstanden habe, zeugt von hohem Geist; und, wie ich glaube, auch was ich nicht verstanden habe; nur bedarf es dazu eines delischen Tauchers.‘ Mit anderen Worten, nur an besonders große Tiefe gewöhnte Taucher können etwas damit anfangen. Ansonsten kapiert das kein Mensch.“

## κοσμοπολίτης
κοσμοπολίτης
kosmopolitēs
„Weltbürger“
Auf die Frage, woher er komme, antwortete Diogenes von Sinope gemäß Diogenes Laertios: „[Ich bin] Bürger der Welt.“
Von diesem Ausspruch leitet sich das Wort Kosmopolit ab. Es bezeichnet einen Menschen, der seine Identität stärker mit seiner Zugehörigkeit zur Menschheit verbindet als etwa mit seiner Nationalität. Diogenes aus der von Athen weit entfernten Stadt Sinope am Schwarzen Meer lehrte, lokale Sitten und Gebräuche in Frage zu stellen und „globaler“ zu denken.
Der Schweizer Altphilologe Kurt Steinmann schreibt unter der Überschrift Falschmünzer oder Umpräger? Diogenes, der philosophische Clown:

«Besonders die Blumenkinder der Hippiezeit hätten es Diogenes angetan. Verbunden im anarchischen Grundkonsens, lehnten sie wie er die herrschende Sexualmoral mit Familie und Kindern ab, lebten die geschlechtliche Libertinage und verteidigten die frei gelebte Homosexualität. Ihr beider Vaterland war die Welt – ‹Ich bin Kosmopolit›, antwortete Diogenes auf die Frage nach seinem Heimatort – und ihr Ausdrucksmedium die manchmal heitere, öfter auch schamlose Provokation. Und beider Credo lautete: ‹Zurück zur Natur!› Dort allein finde der Mensch sein wahres Glück und wahre Freiheit.»

## κρατίστῳ
τῷ κρατίστῳ
tō kratistō
„dem Stärksten“

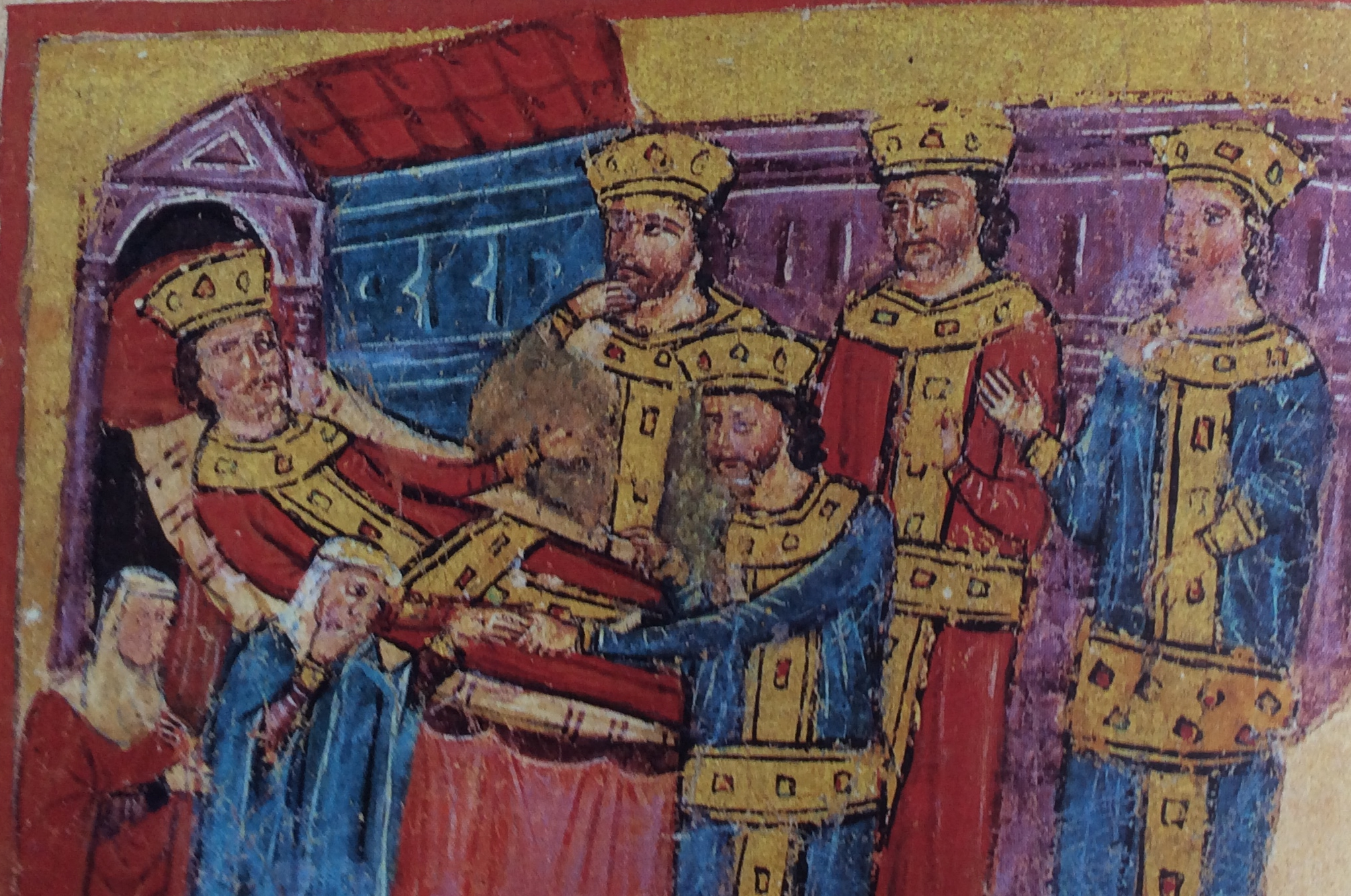
Alexander auf dem Totenbett – in der Mitte Perdikkas

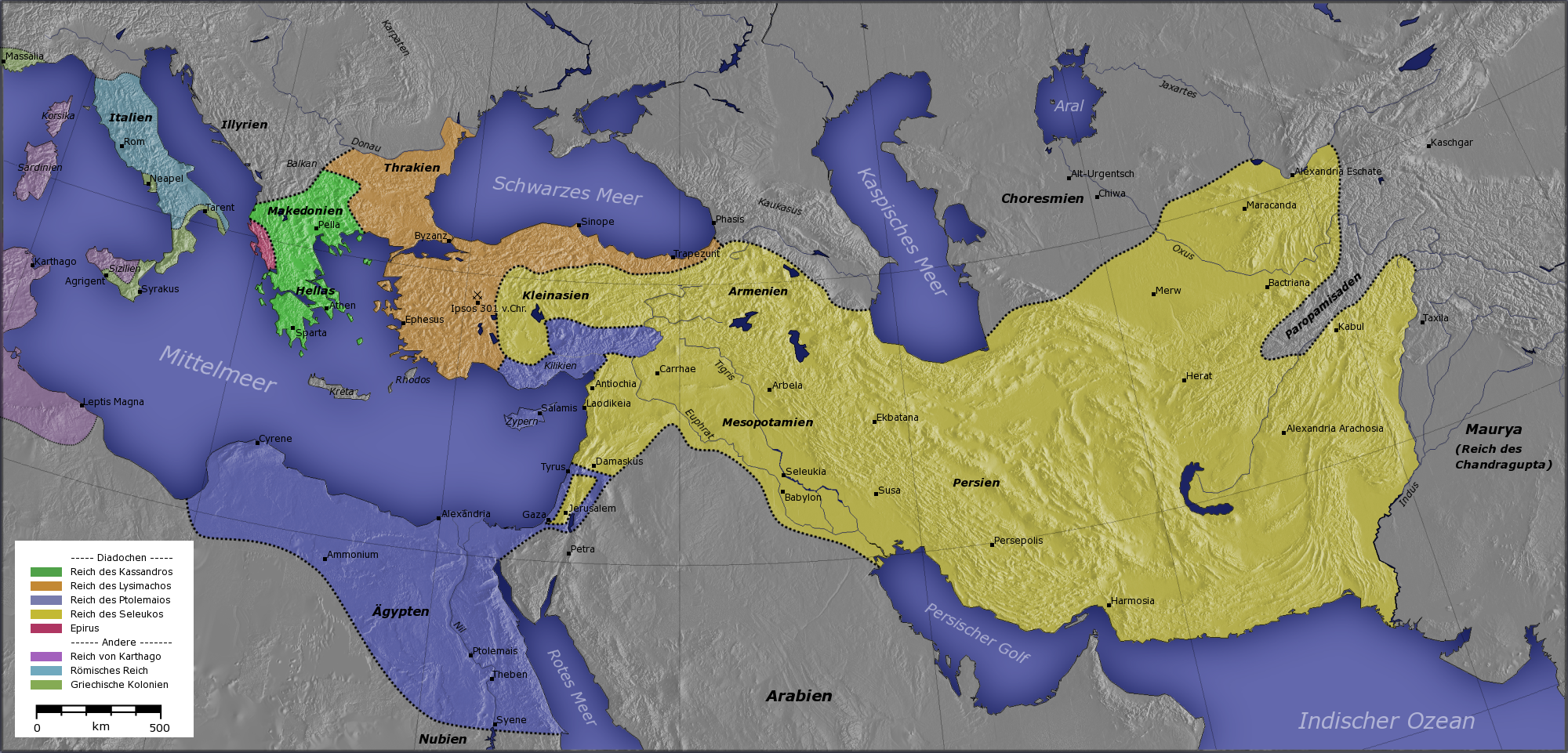
Diadochenreiche

Letzte Worte Alexander des Großen zu seinen Offizieren, die fragten, wem er sein Reich hinterlassen werde, nachdem er, auf Genesung nicht mehr hoffend und den Tod vor Augen, seinen Siegelring dem Perdikkas gegeben hatte, der seit Hephaistions Tod sein engster Vertrauter war.
Alexander soll dann nur noch hinzugefügt haben, dass seine wichtigsten Freunde ihm zu seiner Leichenfeier einen großen Wettkampf veranstalten würden. Da er keinen Nachfolger ernannt hatte, teilten seine Feldherrn als so genannte Diadochen (διάδοχοι diadochoi „Nachfolger“ [Plural]) das Reich unter sich auf.
Der Ausspruch erinnert auch an den Zankapfel und das Parisurteil: Καλλίστῃ („der Schönsten“).

## Κρῆτες ἀεὶ ψεῦσται.
Κρῆτες ἀεὶ ψεῦσται, κακὰ θηρία, γαστέρες ἀργοί.
Krētes aei pseustai, kaka theria, gasteres argoi.
„Die Kreter sind immer Lügner, böse Tiere und faule Bäuche.“
Der Apostel Paulus zitiert mit diesem Vers in seinem Brief an Titus das Paradoxon des Epimenides, eine der ersten Formulierungen des Lügner-Paradoxons:

«12 εἶπέν τις ἐξ αὐτῶν ἴδιος αὐτῶν προφήτης· Κρῆτες ἀεὶ ψεῦσται, κακὰ θηρία, γαστέρες ἀργαί. 13 ἡ μαρτυρία αὕτη ἐστὶν ἀληθής.»

„12 Es hat einer aus ihnen gesagt, ihr eigener Prophet: »Die Kreter sind immer Lügner, böse Tiere und faule Bäuche.« 13 Dies Zeugnis ist wahr.“

Paulus zitiert den Satz des Epimenides, der selbst ein Kreter war, als wahres Sprichwort. Aber in der Natur eines Paradoxons liegt es, dass es nicht auflösbar ist. Wenn Epimenides behauptet, alle Kreter seien Lügner, dann lügt er – da Kreter – entweder selber, oder er sagt die Wahrheit, und dann sind wieder alle Kreter Lügner. Nach moderner Auffassung gilt der Satz jedoch nicht mehr als Paradoxon im vollen Sinne; siehe dazu in den beiden Artikeln zum Thema (Paradoxon des Epimenides, Lügner-Paradoxon).
Der Satz Κρῆτες ἀεὶ ψεῦσται („Die Kreter sind immer Lügner“) wurde sprichwörtlich; er begegnet z. B. auch im Zeus-Hymnus des Kallimachos (Vers 8), wo als Beweis angeführt ist, dass die Kreter sogar ein Grab des Zeus erfunden (Vers 9; wörtlich: „ausgeheckt“ [ἐτεκτήναντο etektēnanto]) hätten, obwohl dieser doch unsterblich sei. Sechs Jahrhunderte später griff Paulus diesen Gedanken auf und mit dem Aufkommen des Christentums gerieten die logischen Methoden der griechischen Philosophie weitgehend in Vergessenheit. Der Paulus-Schüler Titus soll als Missionar auf Kreta gewirkt haben und war der Überlieferung nach der erste Bischof der kretischen Stadt Gortyn. Auf Kreta gab es eine starke jüdische Gemeinde, die neubekehrte Christen oft verwirrte. In diesem Zusammenhang zitiert Paulus das bekannte Paradoxon.

## κτῆμα ἐς ἀεί
κτῆμα ἐς αἰεί / κτῆμα ἐς ἀεί (Anmerkung)
ktēma es aiei (… ai-ej) / ktēma es aei (… a-ej)
„Besitz für alle Zeit“
Der Historiker Thukydides sah seine Geschichte des Peloponnesischen Kriegs in didaktischer Absicht als einen „Besitz für alle Zeit“, der den Zynismus der Handelnden aufdecken sollte. Er schreibt in seinem Werk:

„Und vielleicht dürfte die Nüchternheit meines Werkes zum Hören weniger erfreulich sein. Diejenigen aber, die sich die Zuverlässigkeit des Geschehens vor Augen halten wollen und das, was in Zukunft wieder einmal gemäß menschlichem Wesen so oder ähnlich eintreten wird, wenn sie mein Werk für nützlich erachten, soll es mir genug sein. Denn es ist mehr als Besitz für alle Zeiten, weniger als Ohrenschmaus für den Augenblick verfaßt.“

Der Eichstätter Althistoriker Jürgen Malitz schreibt dazu:

„Wäre ein Schlußwort erhalten, fielen die Vermutungen über den Sinn, den er seiner mühevollen, ununterbrochenen Lebensarbeit beigemessen hat, leichter. Zwar nennt er sein Werk gleich zu Beginn ein κτῆμα ἐς αἰεί, doch was genau er nun damit gemeint hat, ist keineswegs klar. Wollte er seinen Lesern nur die Erkenntnis ihrer Vergangenheit sichern, oder wollte er ihnen auch zusätzlich eine Hilfestellung für die Auseinandersetzung mit ihrer jeweiligen Zukunft vermitteln?“

## κύκνειον ᾆσμα
κύκνειον ᾆσμα
kykneion āsma
„Schwanengesang“
Lateinisch: Cygnea cantilena

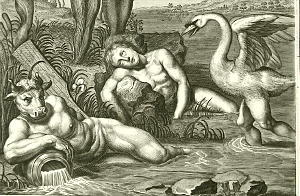
Kyknos (rechts) nach seiner Verwandlung

Als Schwanengesang bezeichnet man das letzte Werk eines Musikers oder eines Dichters. Der Ausdruck geht auf einen Mythos zurück, der besagt, dass Schwäne vor ihrem Tod noch einmal mit wunderschöner Stimme ein letztes Lied anstimmen.
In einer Fassung dieses Mythos betrauerte Kyknos den Tod seines Freundes Phaëthon, der mit dem Himmelswagen abgestürzt war. Die Götter hatten Mitleid mit Kyknos und verwandelten ihn in das Sternbild Schwan.
Der Humanist Erasmus von Rotterdam schreibt in seiner Sprichwörtersammlung Adagia:

„Es ist auf Menschen anwendbar, die am Ende ihres Lebens meisterhaft zu reden verstehen oder im hohen Alter einen gefälligeren Stil schreiben. Es ist ja bei Schriftstellern meist so, daß besonders ihre Spätwerke frei von unausgegorener Herbheit und voll harmonischer Süße sind, denn der Stil reift mit den Jahren.

Daß die Schwäne unmittelbar vor ihrem Tode wunderschöne Melodien singen, ist ein Topos, der in der Literatur immer wieder vorkommt, obwohl es keiner je erlebt oder geglaubt hat.“

Weiter schreibt Erasmus:

„Es fehlt auch nicht an Gelehrten, die für dieses Phänomen sogar eine Erklärung zu geben versuchen und behaupten, es käme daher, daß die Schwäne den Atem nur mit Mühe durch den schlanken und engen Hals pressen können.“

## κυριακὴ ἡμέρα
κυριακὴ ἡμέρα
kyriakē hēmera
„Tag des Herrn“
Der Tag des Herrn bedeutet im Christentum einerseits den Sonntag, andererseits (wie im Judentum) den Zeitpunkt in der biblischen Prophetie angesprochenen Ereignisse göttlichen Eingreifens.
In frühkirchlicher Zeit bezeichnete „Tag des Herrn“ mehr und mehr den Sonntag als Auferstehungstag Christi. Das Wort lebt in romanischen Sprachen als Bezeichnung des Wochentages fort (italienisch Domenica von lateinisch „(dies) Dominica“, spanisch Domingo von lateinisch „(dies) dominicus“, französisch Dimanche von lateinisch „di(es do)minicus“), ebenso im Neugriechischen, wo es Κυριακή Kiriaki heißt.

## κυριακὴ οἰκία
κυριακὴ οἰκία
kyriakē oikia
„Haus des Herrn“
Frühchristliche Bezeichnung für die Versammlung der Gläubigen, von der die folgenden deutschen Begriffe abgeleitet sind:
1. Kirche (ἐκκλησία κυριακή ekklesia kyriake: „Versammlung des Herrn“) für die Gemeinschaft der Gläubigen,
2. Kirche für die Organisation (z. B.: „Römisch-Katholische Kirche)“
und
3. Kirche für das Gebäude (durch eine christliche Religionsgemeinschaft genutztes Bauwerk).

Pierer’s Universal-Lexikon aus dem Jahr 1857 erklärt den Begriff Kirche wie folgt:

„I. Die Verehrer Christi als eine religiöse Gesellschaft betrachtet, die zwar durch verschiedene Gegenden u. Länder verbreitet, aber durch gemeinsamen Glauben an das Evangelium u. durch gewisse wesentliche Gebräuche (Sacramente) zu einem, einem unsichtbaren Oberhaupte untergeordneten Körper vereinigt gedacht werden, speciell nach der Ansicht der Römisch-Katholischen die Gesammtheit aller Gläubigen unter dem Regiment ihres gesetzmäßigen Oberhirten u. Stellvertreters Christi, des Papstes in Rom, od. nach den Symbolischen Büchern der Lutherischen K. die Gemeinschaft der Frommen, wo sie auch seien, unter denen aber die reine Lehre des Evangeliums gepredigt u. die Sacramente recht verwaltet werden. […]
II. Das der christlichen Gottesverehrung geweihte Gebäude. Die Christen hatten Anfangs keine eigenen K-n; die ersten Spuren von K-n finden sich im 2. Jahrh in der Zeit der Ruhe, so werden ausdrücklich die K-n zu Edessa, Nikomedien u. a. erwähnt. Ihre Zahl mehrte sich sehr mit der Ausbreitung des Christenthums, u. im 3. Jahrh. waren in Rom schon 40 große K-n. Die eigentliche Zeit aber der K-n beginnt mit Constantin dem Größen; dieser räumte den Christen Basiliken (s d.) zu ihrem Gottesdienste ein, daher die größeren K-n den Namen Basilica erhielten, u. die Form u. Einrichtung derselben auf die K-n überging. Seit Theodosius worden häufig die früher zerstörten heidnischen Tempel mit der nöthigen Veränderung zu christlichen K-n geweiht, was auf den Baustil derselben wesentlichen Einfluß hatte.“

## Κύριε ἐλέησον.
Κύριε ἐλέησον.
Kyrie eléēson., später: Kyrie eléïson.
„Herr, erbarme dich!“

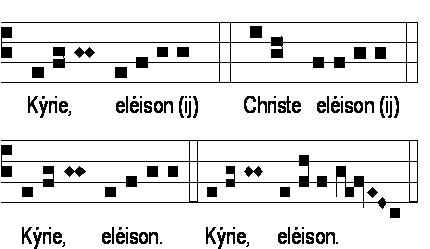
Kýrie eléison

Kýrie eléison war in vorchristlicher Zeit gebräuchlicher Huldigungsruf für Götter und Herrscher. Die Juden der griechischsprachigen Diaspora hatten den Kyrios-Titel auf den Gott Israels bezogen (als Übersetzung für Adonai, אֲדֹנָי), und im frühen Christentum wurde er zur Hoheitsbezeichnung Jesu.
Mit den Worten „Κύριε ἐλέησον, Χριστὲ ἐλέησον, Κύριε ἐλέησον.“ („Kyrie eleison; Christe eleison; Kyrie eleison.“) begrüßen Christen seit den Anfängen des Christentums Jesus.
Vom Wort κύριος kyrios („Herr“) leitet sich über κυριακή kyriakē („zum Herrn gehörig“) das deutsche Wort Kirche ab (genauer unter κυριακὴ οἰκία „Haus des Herren“) und Κυριακή Kiriaki ([Tag des] Herrn) ist im Neugriechischen das Wort für Sonntag (siehe auch κυριακὴ ἡμέρα „Tag des Herrn“).

## Κύριε, ποῦ ὑπάγεις;
Κύριε, ποῦ ὑπάγεις;
Kyrie pou hypageis?
„Herr, wohin gehst du?“

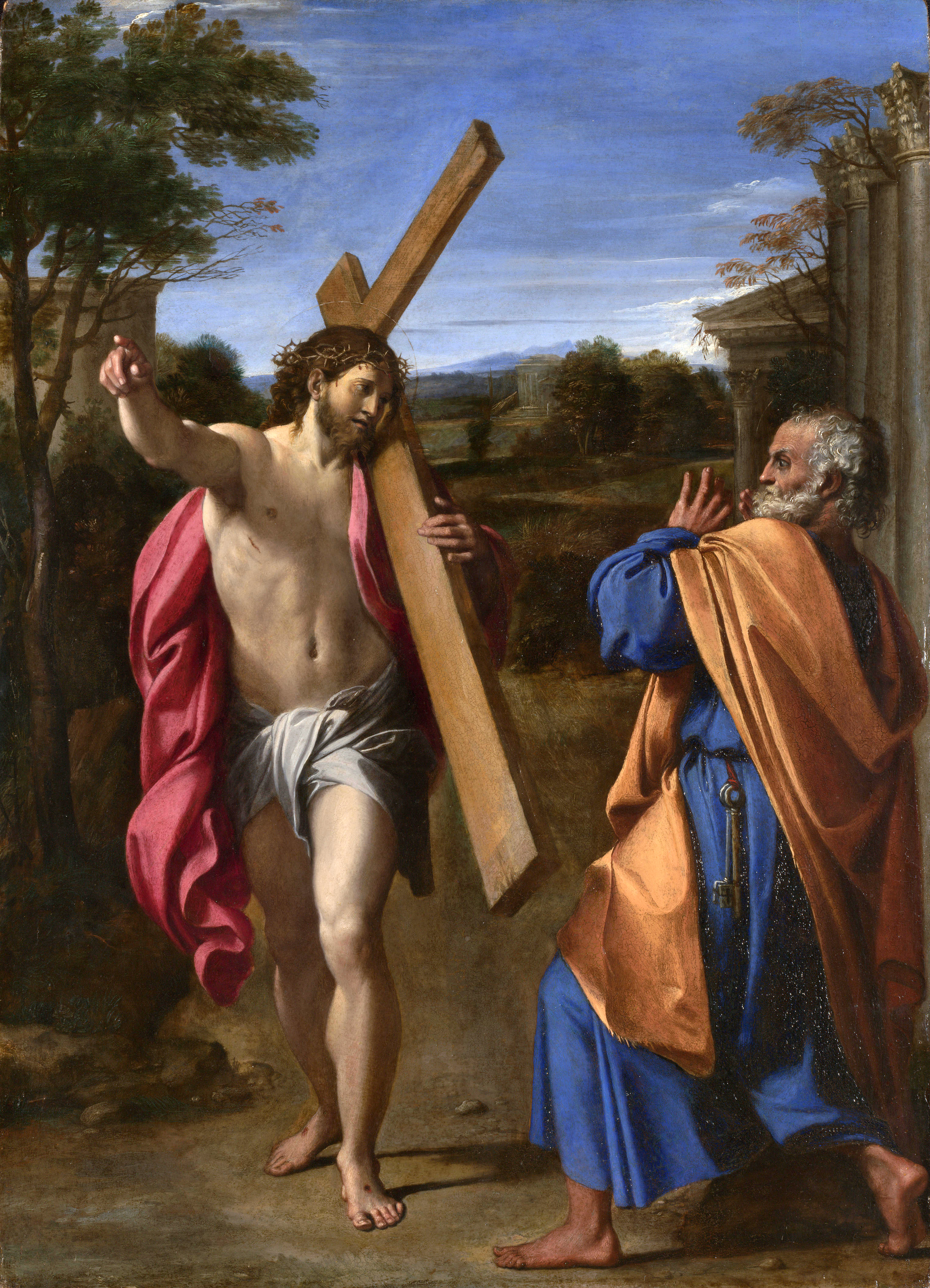
Annibale Carracci: Domine, quo vadis? (1601 oder 1602)

Dieser Ausspruch geht auf eine Legende zurück, der zufolge Petrus während der Christenverfolgungen im Jahr 67 oder 68 n. Chr. aus Rom floh und vor der Stadt Christus begegnete. Petrus fragt: „Herr, wo gehst Du hin?“ (lateinisch „Domine, quo vadis?“). Als Christus antwortete, er gehe hin, um sich noch einmal kreuzigen zu lassen, sagte Petrus beschämt: „Herr, ich werde zurückkehren und dir folgen.“ So kehrt Petrus um und wird anschließend verhaftet und gekreuzigt.
Im Johannes-Evangelium geht es um die Ankündigung der Verleugnung durch Petrus:

„36 Spricht Simon Petrus zu ihm: HERR, wo gehst du hin? Jesus antwortete ihm: Wo ich hin gehe, kannst du mir diesmal nicht folgen; aber du wirst mir nachmals folgen. 37 Petrus spricht zu ihm: HERR, warum kann ich dir diesmal nicht folgen? Ich will mein Leben für dich lassen. 38 Jesus antwortete ihm: Solltest du dein Leben für mich lassen? Wahrlich, wahrlich ich sage dir: Der Hahn wird nicht krähen, bis du mich dreimal habest verleugnet.“

Siehe auch: Καὶ ἐκ δευτέρου ἀλέκτωρ ἐφώνησεν. („Und abermals krähte der Hahn.“)